# Ouzbékistan
République d'Ouzbékistan
(uz) O'zbekiston Republikasi 
L'Ouzbékistan (en ouzbek : O'zbekiston, Ўзбекистон, /ozbekiˈstɒn/), en forme longue la république d'Ouzbékistan (en ouzbek : O'zbekiston Respublikasi, Ўзбекистон Республикаси, et en russe Узбекистан et Республика Узбекистан), est un pays d'Asie centrale de plus de 37,5 millions d'habitants en 2024
, entouré par le Kazakhstan à l'ouest-nord-ouest et au nord, le Kirghizistan à l'est, le Tadjikistan au sud-est, l'Afghanistan au sud-sud-est et le Turkménistan au sud-ouest. Sa capitale est Tachkent, métropole de 3,1 millions d'habitants (2024). L'Ouzbékistan est un État laïc doté d'un gouvernement constitutionnel semi-présidentiel. Il est composé de 12 régions et d'une république autonome, le Karakalpakstan. Il est membre de l'Organisation des États turciques, de la CEI, de ONU, de la OSCE et de la OCS. La religion principale est l'islam, et la majorité des Ouzbeks sont musulmans.
Le territoire devient partie de l'Empire russe puis devient une république soviétique en 1924. Pendant la dislocation de l'Union des républiques socialistes soviétiques, le pays obtient son indépendance en 1991 sous la dictature du président Islam Karimov. Depuis la mort de ce dernier en 2016, Shavkat Mirziyoyev est président.

## Histoire

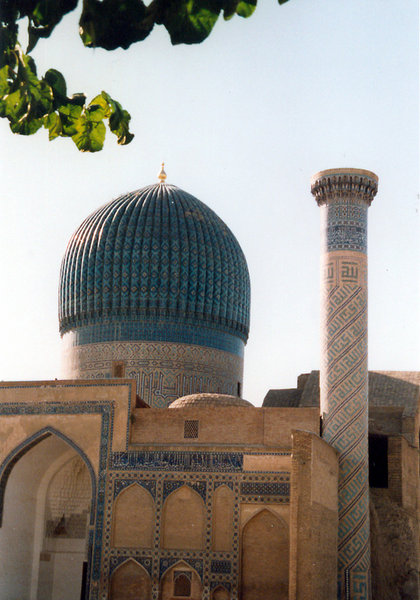
Samarcande, le Gour Emir, mausolée où repose Tamerlan.

Tout au long de son histoire, le territoire de l'actuel Ouzbékistan fut la plupart du temps dominé par les grands empires environnants des Turcs, Perses, Grecs, Arabes, Mongols ou Russes pour devenir une république socialiste soviétique en 1924 puis un État à part entière en 1991.
Les premières civilisations apparues en Ouzbékistan le furent en Sogdiane, Bactriane et Khwarezm (Chorasmia). Au VIe siècle av. J.-C., ces États devinrent des parties de l'Empire perse des Achéménides. Le pays fut occupé par Alexandre le Grand en 327 av. J.-C., alors qu'il menait campagne contre Darius III. Entre le IIIe siècle av. J.-C. et le IIe siècle apr. J.-C., la Sogdiane et la Bactriane tombèrent entre les mains du royaume gréco-bactrien, des Yuezhi, des Scythes, des Parthes ou encore des Kouchans bouddhistes. Sous la domination de ces derniers, la ville sogdienne de Samarcande devint une plaque tournante de la Grande route de la soie entre la Chine et l'Europe.
Par la suite, entre le IIe et le VIe siècle, l'actuel Ouzbékistan se retrouve possession des Sassanides perses, puis des Huns blancs venus des confins de la Chine.
L'Ouzbékistan est occupé par des Turcs (Göktürk) entre les VIe et VIIIe siècles.
Les Arabes, menés par les troupes du général Qutayba ben Muslim conquirent l'actuel Ouzbékistan vers 712. Leur autorité fut consolidée à la suite de la bataille de Talas. Ils instaurèrent l'islam auprès des peuples centrasiatiques qui pratiquaient auparavant le zoroastrisme.
Les Samanides furent la première dynastie perse à reprendre le pouvoir en Ouzbékistan entre 819 et 1005 après la conquête arabe.
La dynastie turque des Qarakhanides, ancêtres des Ouzbeks modernes, a régné sur l'actuel Ouzbékistan de la fin du IXe siècle jusqu'en 1212.

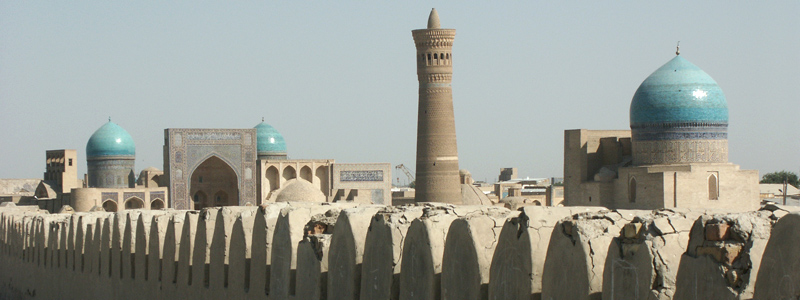
Panorama de Boukhara, capitale de l'empire des Samanides aux.

### Après Gengis Khan

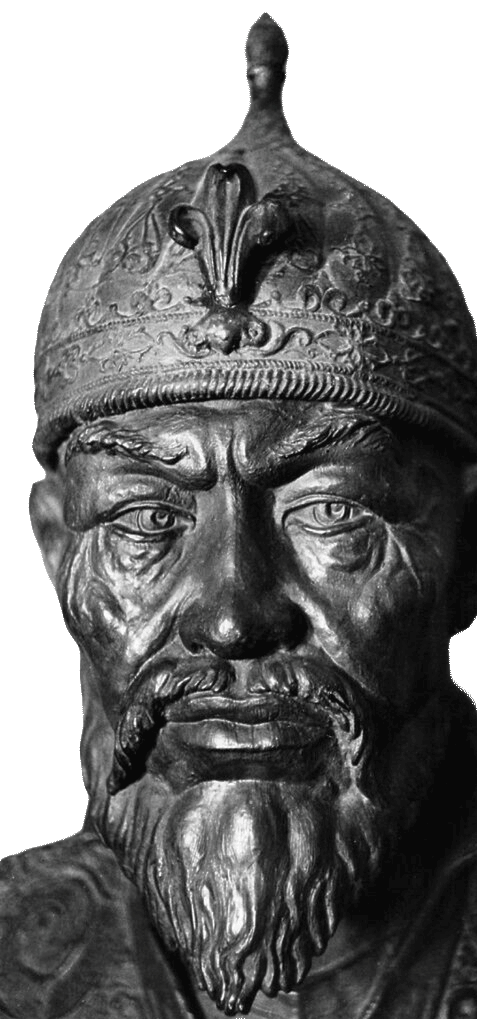
Tamerlan.

Le grand conquérant mongol Gengis Khan prit Samarcande en 1220 en renversant les Khwarezmchahs dont le règne fut d'assez courte durée. Il légua ensuite le pays de Transoxiane (Ma wara'un-Nahr) à son deuxième fils, Tchagataï.
Tamerlan (1336-1405), appelé également Amir Timour, lié à Gengis Khan par son épouse Saray Mulk Khanum alias Bibi Khanoum, né près de Samarcande, a bâti un vaste empire incluant plusieurs pays de l'Asie centrale dont le futur Ouzbékistan. Son empire tomba en 1507 aux mains des Ouzbeks de la dynastie des Chaybanides. Tamerlan a laissé de grandes réalisations culturelles, artistiques et scientifiques, principalement à Samarcande et à Hérat. Le XVe siècle est appelé par les historiens modernes la Renaissance timouride, en particulier sous les règnes de Chahrokh, d'Ulugh Beg et de Husayn Bayqara.
Les Chaybanides, dynastie musulmane mongole, se réunirent dans l'actuel Ouzbékistan en 1429 sous un nom d'ulus (khanat) Ouzbek. C'était la première fois que le terme d'« ouzbek » apparaît dans l'histoire. Il vient du nom d'Özbeg, prince mongol du XIIIe siècle qui implanta l'islam au sein de la Horde d'or.

### Conquête russe et époque soviétique

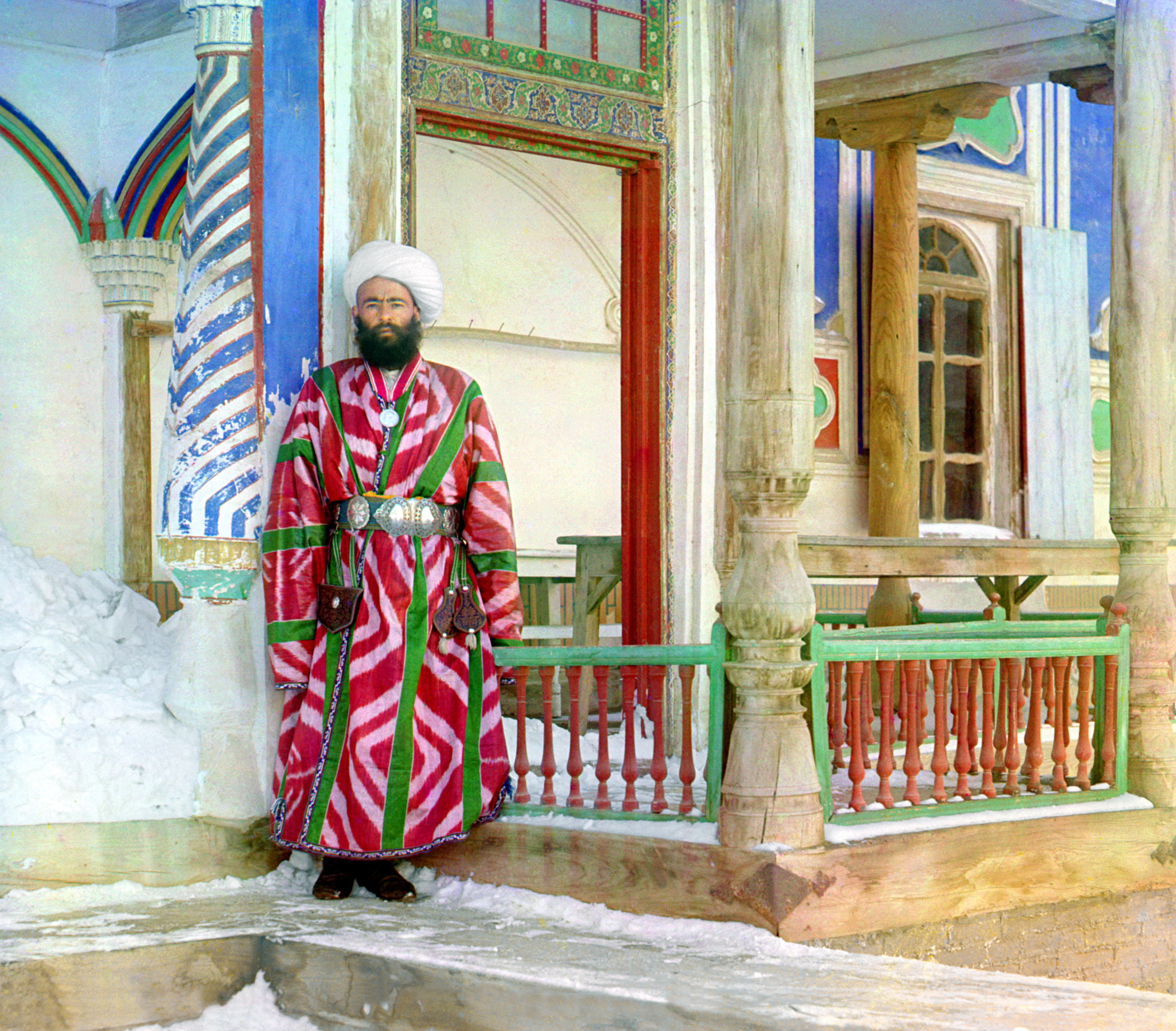
Fonctionnaire de l'émirat de Boukhara en 1910 photographie en couleurs de Sergueï Prokoudine-Gorski.

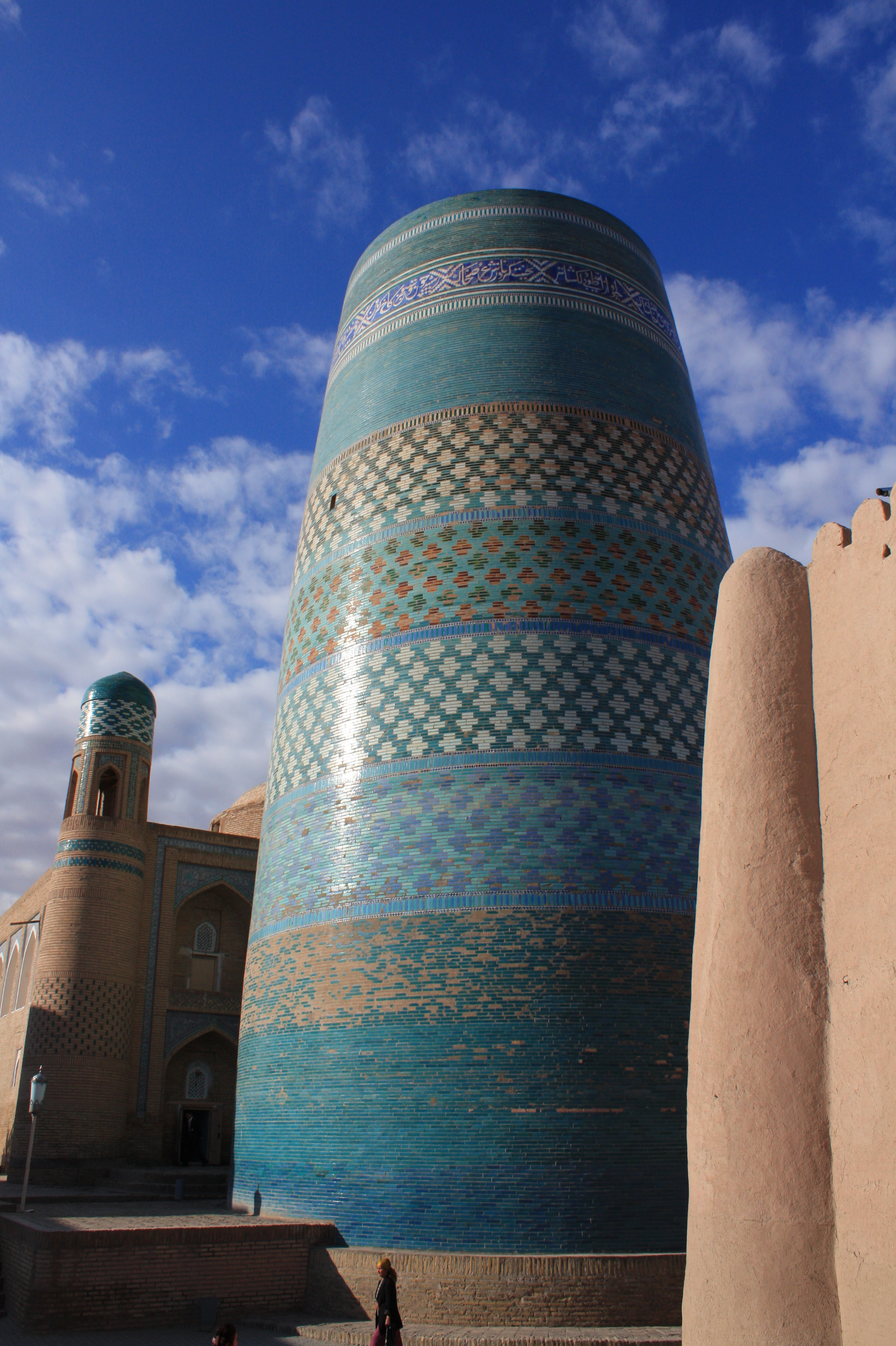
Khiva : le minaret Kalta Minor.

Les Russes arrivèrent dans la région à la fin du XIXe siècle, après une victoire fulgurante des troupes du général Mikhaïl Tcherniaïev. Cette victoire s'inscrivait dans le cadre de la rivalité des Britanniques et des Russes dans la région (Grand Jeu). Les Britanniques furent pris de vitesse. Les Russes soumirent d'abord l'est de l'actuel Ouzbékistan, incluant Tachkent (1867), et ensuite les khanats de Boukhara (1868) et de Khiva (1873). Les territoires conquis furent regroupés dans un ensemble administratif appelé Turkestan. La région était encore arriérée et l'une des plus pauvres d'Asie centrale, le taux d'alphabétisation était bas et les épidémies faisaient des ravages. En mars 1876, le khanat de Kokand tombe à son tour aux mains de l'Empire russe. Ils entreprennent des travaux d'infrastructure (début de l'irrigation, infrastructures routières, constructions, etc.) et font venir des colons.

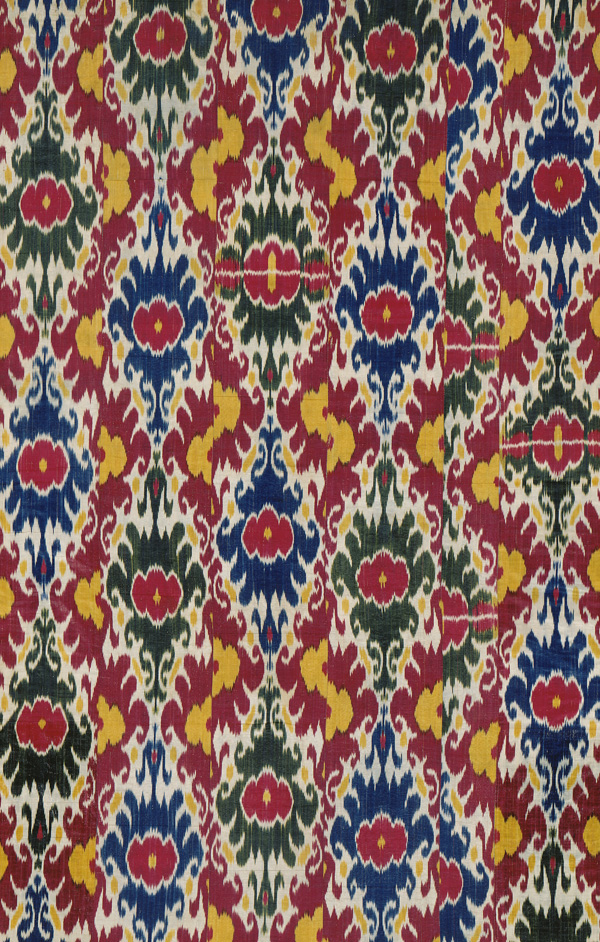
Abr d'Ouzbékistan, soie et coton, milieu du XIXe siècle.

L'Ouzbékistan, en tant que république et en tant que nation unique et distincte, doit son existence à l'URSS qui forme cette nouvelle entité territoriale le 27 octobre 1924, quand diverses entités territoriales du Turkestan (république autonome soviétique de Boukhara, république autonome de Khorezm, etc.) furent réunies dans la république socialiste soviétique d'Ouzbékistan. Quelques mois plus tard, la RSS d'Ouzbékistan intégra l'URSS. La capitale, Samarcande, fut transférée à Tachkent en 1930. Dans les années 1920, le paranji, voile intégral, est combattu dans le cadre du hujum, révolution culturelle impulsée par les communistes.
Pendant la Seconde Guerre mondiale, l'Ouzbékistan accueillit plusieurs centaines de milliers de familles soviétiques évacuées de l'ouest, dont de multiples orphelins de guerre, ce qui accéléra la russification de la république, surtout la capitale Tachkent. Une partie des industries lourdes de la partie européenne de l'URSS y fut également évacuée. Ces usines sont restées en Ouzbékistan après la guerre, contribuant à l'industrialisation de la république.
Le phénomène qui a largement façonné l'histoire de l'Ouzbékistan dans les années 1960-1980, c'est le développement intensif de la monoculture du coton. Sous la pression de Moscou qui incitait à produire de plus en plus de coton, les dirigeants ouzbeks développèrent un système de falsification des statistiques. Le dirigeant ouzbek de l'époque, Sharof Rashidov et son entourage furent impliqués dans l'« affaire du coton imaginaire » qui leur procura des gains substantiels (on parlait à l'époque d'une « Mafia du coton » ou « Mafia ouzbèke »). Malgré l'ampleur de cette affaire, Sharof Rashidov est apprécié par l'actuel pouvoir ouzbek comme un dirigeant qui a beaucoup investi dans le développement de la république et qui a pu obtenir de Moscou une certaine autonomie.

### Depuis l'indépendance
De 1990 à 2016, le pays est gouverné par un président autoritaire, Islam Karimov. À la suite de l'échec de la signature d'un nouvel accord constituant une URSS rénovée dont il a été un fervent défenseur, le 31 août 1991, l'Ouzbékistan déclare son indépendance.
Durant les premières années d'indépendance, le gouvernement ouzbek se consolide sous une étroite tutelle présidentielle. Le nouveau pays renforce sa présence sur la scène internationale, adhère à l'ONU et à d'autres grandes organisations internationales, ouvre des liaisons aériennes directes avec plusieurs pays, entame de grands travaux de reconstruction urbaine et routière, adopte des mesures incitatives aux investissements étrangers. Cependant, le pays fait également face à des mouvements séparatistes au Karakalpakstan après que la république a essayé de se séparer en 1990.
Sous la présidence de Karimov, tous les partis d'opposition (dont les plus influents sont Erk (Volonté) et Birlik (Unité)) sont interdits et le moindre courant dissident est réprimé. Il n'existe que des partis aux nuances peu compréhensibles aux observateurs occidentaux, mais qui soutiennent tous l'action du président. Les médias et tous les aspects de la vie sociale, politico-économique et même culturelle se trouvent sous une étroite tutelle et censure de l'appareil d'État. En 1999 et 2004, le pays subit les vagues d'attentats terroristes attribués aux islamistes radicaux. Le 13 mai 2005, le gouvernement ouzbek réprime dans le sang une insurrection populaire dans la ville d'Andijan, c'est le massacre d'Andijan qui fait des centaines de victimes.
Le 3 septembre 2016, la mort de Karimov qui maintenait son pays sous un régime dictatorial, avec des atteintes importantes aux droits de l'homme, une presse muselée, une opposition inexistante et un degré de corruption parmi les plus élevés du monde, est suivie de l'élection de son premier ministre Shavkat Mirziyoyev le 4 décembre. Un an plus tard, Human Rights Watch entrevoit dans le début de cette présidence des progrès démocratiques. Il accélère aussi la libéralisation de l'économie mais, sur le plan politique, la démocratisation reste très limitée.

## Géographie

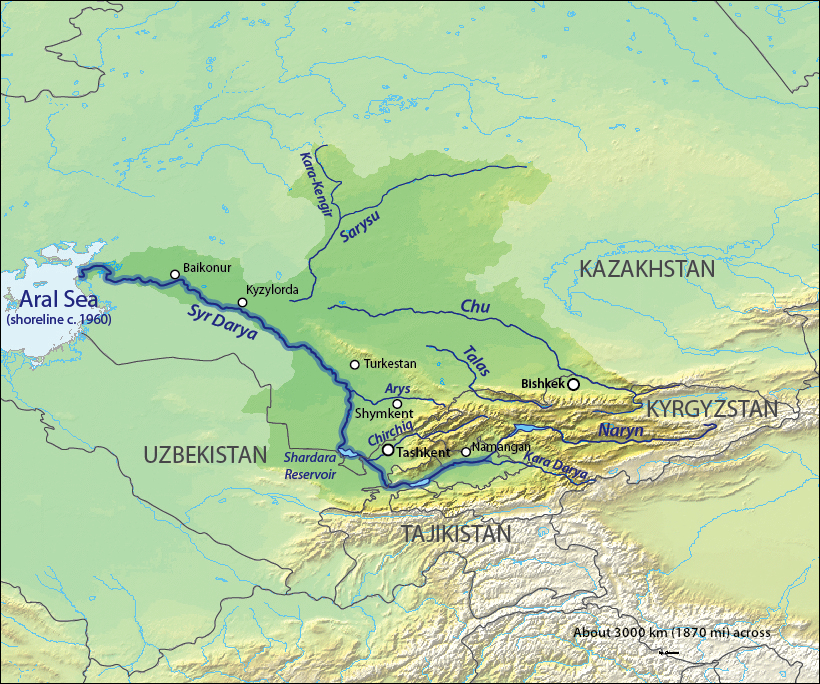
Vallée de Syr Darya.

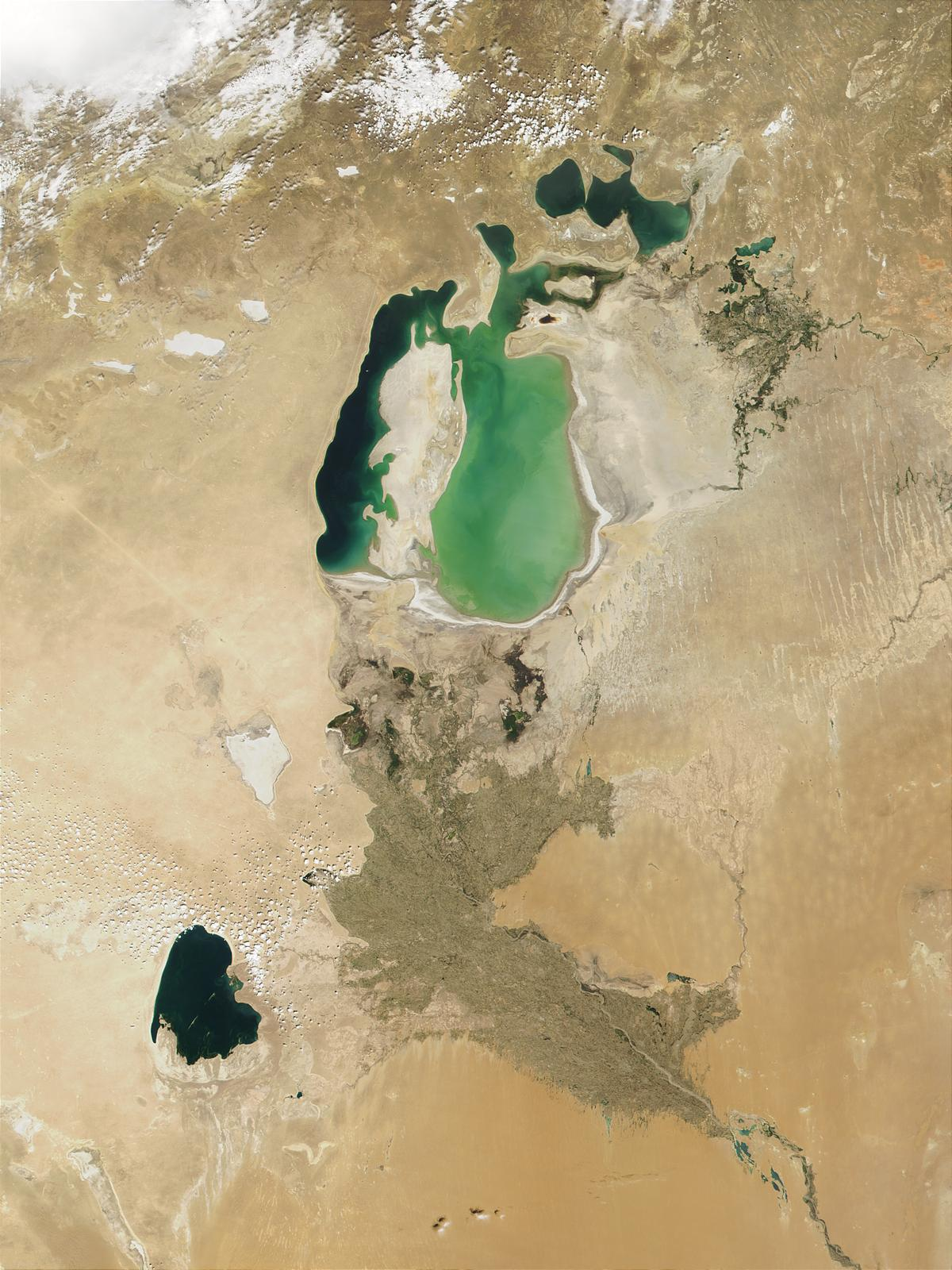
La mer d'Aral en 2001.

Avec une surface de 447 400 km2, partagée entre la plaine désertique, les bassins et les oasis et dominé à l'est par les montagnes, l'Ouzbékistan s'étend sur 1 425 kilomètres d'ouest en est, et 930 kilomètres du nord au sud. Frontalier au sud-ouest du Turkménistan, du Kazakhstan et la mer d'Aral au nord, du Tadjikistan et du Kirghizistan à l'est, l'Ouzbékistan est le seul état d'Asie centrale ayant une frontière commune avec les quatre autres. Le pays partage aussi une frontière avec l'Afghanistan au sud. Ces frontières prennent leur forme finale en 1936, avec l'intégration de la république autonome du Karakalpakstan à la RSS d'Ouzbékistan.
L'Ouzbékistan est l'un des deux seuls pays au monde (avec l’État de Liechtenstein) à être doublement enclavé, c'est-à-dire qu'il faut traverser les frontières d'au moins deux autres États pour avoir un accès à l'océan mondial.
L'Ouzbékistan est un pays essentiellement désertique dont seulement 10 % des terres sont exploitées par l'homme (cultures agricoles intensives et vallées irriguées). Le Kyzyl-Koum, l'un des déserts les plus étendus d'Asie centrale, couvre une grande partie du territoire de l'ouest de l'Ouzbékistan. Une partie du désert du Karakoum traverse également le pays au sud-ouest.
L'Amou-Daria et le Syr-Daria sont les fleuves les plus importants d'Ouzbékistan et d'Asie centrale et se jettent dans la mer d'Aral. La longueur totale de l'Amou-Daria est de 1 437 km, celle du Syr-Daria est de 2 137 km. Au nord-est et au sud s'étendent les chaînes de Tian Shan et de Hissar-Alaï. Les sommets les plus élevés du pays sont le Khazret Sultan, situé à la frontière entre l'Ouzbékistan et le Tadjikistan avec 4 643 m d'altitude et le mont Adelung qui culmine à 4 301 m.
Le climat est de type continental, sec et très contrasté, relativement froid en hiver (jusqu’à −10 °C dans certaines régions), très chaud l’été (35 à 40 °C, voire plus). L'hiver 2007-2008 fut l'un des plus froids dans le pays avec des températures atteignant les −30 °C, ce qui n'avait pas été atteint depuis quarante ans dans une région aux hivers plutôt doux.
La mer d'Aral, partagée entre l'Ouzbékistan et le Kazakhstan, subit depuis les années 1960 une diminution spectaculaire, situation qui représente dorénavant un véritable désastre écologique pour la région. Entre 1960, quand elle couvrait 68 000 km2, et 2000, sa superficie a été divisée par deux. L'évolution actuelle laisse présager la disparition totale de la Mer d'Aral à l'horizon de 2025. Cela est principalement la conséquence des prélèvements permanents d'eau pour irriguer les cultures de coton.

## Transport
Les transports revêtent une importance capitale en Ouzbékistan. La taille moyenne du territoire et la forte densité de population du pays, l'isolement des centres industriels et agricoles et l'éloignement des marchés mondiaux rendent la présence d'un système de transport développé vitale pour l'Ouzbékistan.

### Transport ferroviaire
Les chemins de fer ouzbeks sont exploités par la compagnie publique « Chemins de fer d'Ouzbékistan » (ouzbek : O'zbekiston Temir Yo'llari). Cette compagnie a été créée le 7 novembre 1994 sur la base de l'ancien « Chemin de fer d'Asie centrale», situé sur le territoire de la République d'Ouzbékistan. En 2008, la longueur totale des lignes principales de la compagnie était d'environ 3 645 kilomètres . L'entreprise emploie plus de 54 700 personnes.
En 2022, le réseau ferroviaire de l'Ouzbékistan s'élevait à 7 400 kilomètres, dont plus de 1 300 kilomètres sont électrifiés. La principale ligne ferroviaire du pays fait partie de la route transcaspienne, qui relie Tachkent aux villes situées sur les rives de l'Amou-Daria. L'Ouzbékistan est relié par voie ferrée à tous les États voisins, notamment le Kazakhstan, le Kirghizistan, le Turkménistan, le Tadjikistan et l'Afghanistan.

#### Ligne ferroviaire à grande vitesse
Actuellement, le réseau ferroviaire à grande vitesse ouzbek compte 600 km de voies et est exploité par des trains Talgo 250. La ligne traverse six régions : Tachkent, Syrdarya, Djizak, Samarcande,Navoi et Boukhara. Des trains circulent quotidiennement sous la marque Afrosiyob. Initialement, la ligne reliait Tachkent à Samarcande, mais une extension vers Boukhara a été inaugurée le 25 août 2016. Le trajet de 600 km (373 mi) entre Tachkent et Boukhara dure désormais 3 heures et 20 minutes au lieu de 7 heures.

#### Transport aérien
Après la déclaration d'indépendance de la République d'Ouzbékistan, conformément au décret du Président de la République d'Ouzbékistan du 28 janvier 1992, la compagnie aérienne nationale Uzbekistan Airways a été créée sur la base du Département de l'aviation civile d'Ouzbékistan, qui relevait de l'ancien ministère de l'Aviation civile de l'Union . Le transport aérien est l'un des principaux secteurs de l'économie ouzbèke et contribue au développement des relations internationales, économiques, diplomatiques et culturelles du pays avec le monde extérieur. Des aéroports modernes sont présents à Tachkent, Noukous, Samarkand, Boukhara, Ourguentch, Termez, Karshi, Namangan, Fergana et Navoi. L'aéroport international de Tachkent est le plus grand aéroport international d'Asie centrale. La compagnie aérienne nationale Uzbekistan Airways assure régulièrement 20 vols internationaux. 44 bureaux de représentation ont été ouverts dans des villes d'Europe, d'Amérique, d'Asie du Sud-Est et des pays de la CEI. Depuis son indépendance, le gouvernement de la République d'Ouzbékistan a alloué 1,2 milliard de dollars américains au développement de l'industrie aéronautique. Des investissements à hauteur d'un milliard de dollars américains ont été réalisés et une infrastructure moderne et développée a été créée. Tous les vols internationaux sont assurés par des Boeing 767, Boeing 757, des Airbus A310 et des U-85. La compagnie aérienne nationale Uzbekistan Airways coopère avec de grandes entreprises européennes, notamment Airbus Industrie, Boeing, le bureau d'études russe Iliouchine, ainsi qu'avec des entreprises allemandes et françaises dans divers domaines.

## Politique
La Constitution du 8 décembre 1992 institue un régime de type présidentiel, avec un Parlement devenu bicaméral fin 2004 (Chambre législative et Sénat). L'Ouzbékistan a un régime présidentiel fort. Le président est élu pour sept ans au suffrage universel direct. Il nomme le gouvernement, qui doit recevoir l'investiture du Parlement.
Les collectivités territoriales disposent de leurs propres organes de représentation (gouverneurs et assemblées territoriales), notamment la république autonome du Karakalpakstan.
Les principaux membres du pouvoir exécutif sont le :
- Président de la République : Shavkat Mirziyoyev (élu au suffrage universel le 4 décembre 2016) ;
- Premier ministre : Abdulla Oripov (nommé en 2016) ;
- Ministre des Affaires étrangères : Abdulaziz Kamilov (en).

Le 23 décembre 2007, le président Karimov a été à nouveau élu pour sept ans. En dépit des dispositions de la Constitution lui interdisant de briguer plus de deux mandats consécutifs, par un jeu subtil d'interprétations il a pu s'assurer de rester à la tête de l'État ouzbek pendant plus de 26 ans, jusqu'à sa mort, survenue le 2 septembre 2016.
Les principaux partis politiques d'Ouzbékistan sont : le Parti démocrate populaire (CDP), le Parti du renoncement personnel ou le Parti national démocrate Fidokorlar (F), le Parti du progrès de la nation (VT) (note : F et VT ont fusionné), le Parti Adolat (Justice) (A), Parti de la renaissance démocrate nationale (MTP), Parti social-démocrate. Cependant, le pluralisme politique est inexistant dans le pays - tous les partis soutiennent ouvertement et inconditionnellement la politique du président Karimov.
La république d'Ouzbékistan est membre de l'ONU, de l'OSCE, de l'UNESCO, de l'OMS, de l'Organisation mondiale du tourisme, etc. Le 21 décembre 1991, l'Ouzbékistan devient membre adhérent à la Communauté des États indépendants (traité d'Almaty), regroupant douze des quinze anciennes républiques de l'URSS. Le 15 juin 2001, elle devient membre fondateur de l'Organisation de coopération de Shanghai, en 2004. Le 27 janvier 2006, elle intègre aussi la Communauté économique eurasiatique ainsi que l'Organisation du traité de sécurité collective le 15 août 2006, signe d'un rapprochement avec Moscou. Le 18 mai 2007, le gouvernement ouzbek a décidé d'adhérer à l'Accord de coopération en matière d'exécution des peines pénales au sein de la Communauté économique eurasienne. En novembre 2008, l'Ouzbékistan suspend sa participation à la CEEA.
165 États ont reconnu l'Ouzbékistan, dont 103 ont établi des rapports diplomatiques avec lui. Plus de quarante missions diplomatiques exercent leurs fonctions à Tachkent.
La peine de mort est abolie en Ouzbékistan depuis le 1er janvier 2008. Le 21 mars 2009, le traité de Semipalatinsk entre en vigueur instituant une zone exempte d'armes nucléaires en Asie centrale.
Le parti présidentiel, le Parti libéral-démocrate d'Ouzbékistan, domine seul la vie politique, les autres organisations autorisées jouent le rôle de figurantes.

## Subdivisions

Subdivisions de l'Ouzbékistan.

La république d'Ouzbékistan est divisée en douze provinces (en ouzbek : viloyat), une ville (shahr) et une république autonome de Karakalpakistan (respublika) :
1. Ville de Tachkent (en ouzbek : Toshkent Shahri) ;
2. Andijan (Andijon Viloyati) - capitale : Andijan ;
3. Boukhara (Buxoro Viloyati) - capitale : Boukhara ;
4. Ferghana (Farg'ona Viloyati) - capitale : Ferghana ;
5. Djizak (Jizzakh Viloyati) - capitale : Djizak ;
6. Namangan (Namangan Viloyati) - capitale : Namangan ;
7. Navoï (Navoiy Viloyati) - capitale : Navoï ;
8. Kachkadaria (Qashqadaryo Viloyati) - capitale : Karchi ;
9. Samarcande (Samarqand Viloyati) - capitale : Samarcande ;
10. Syr-Daria (Sirdaryo Viloyati) - capitale : Goulistan ;
11. Sourkhan-Daria (Surxondaryo Viloyati) - capitale : Termez ;
12. Tachkent (Toshkent Viloyati) - capitale : Tachkent ;
13. Khorezm (Xorazm Viloyati) - capitale : Ourguentch ;
14. La république du Karakalpakstan (Qoraqalpog'iston Respublikasi), aussi appelée république des Karakalpaks - capitale : Noukous.

La capitale nationale, Tachkent, en plus d'être le siège de son viloyat, est également, administrativement, une ville.

## Population
L'Ouzbékistan est le pays d'Asie centrale le plus peuplé (plus de 37,5 millions d'habitants). Les Ouzbeks ethniques, peuple de langue turque, constituent officiellement près de 84,4 % de la population. Les Russes ethniques représentent 2,3 % de la population (en constante diminution depuis le milieu des années 1980). Les autres minorités sont constituées par les Tadjiks 4,8 %, les Kazakhs 2,5 %, les Karakalpaks 2,2 % et les Tatars 1,5 %[réf. nécessaire]. L'essentiel de la minorité russe vit à Tachkent et dans les autres centres industriels. Les Tadjiks sont concentrés dans les cités historiques de Boukhara et Samarcande. Les Karakalpaks résident principalement dans la république autonome du Karakalpakstan.

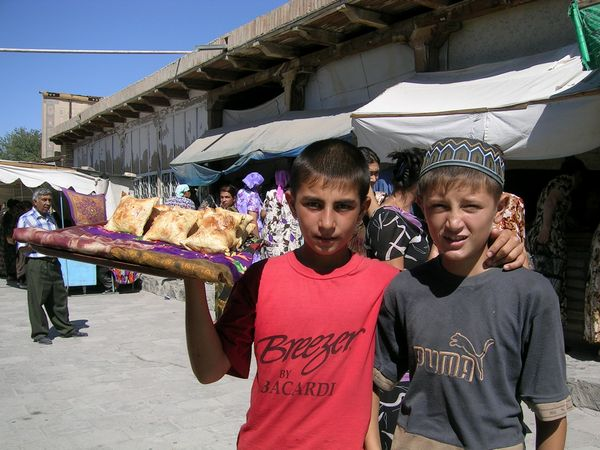
Enfants ouzbeks persophones à Samarcande, vendant un casse-croûte traditionnel, le somsa.

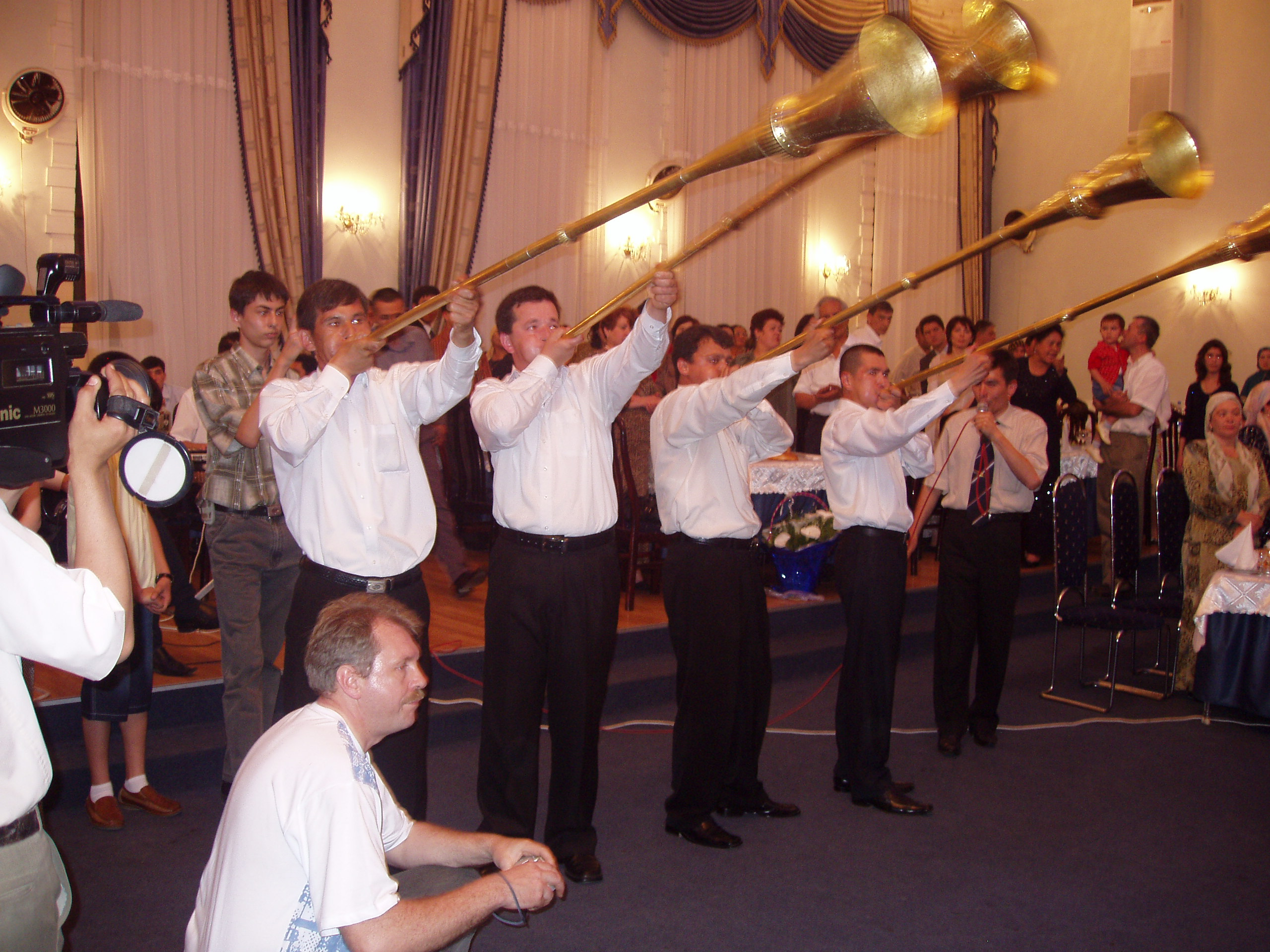
Hommes jouant du karnay, un instrument à vent traditionnel, lors d'un mariage.

Ainsi, la croissance démographique en 2024 s'élevait à 2 %, soit 743 400 personnes. Ces données ont été présentées par l'Agence des statistiques auprès du Président de l'Ouzbékistan. Sur la population totale, 18,9 millions (50,4 %) sont des hommes et 18,6 millions (49,6 %) sont des femmes. La majorité de la population est ouzbèke, représentant 84,4 % de la population. L'Ouzbékistan est une république multinationale peuplée de représentants d'environ 130 nationalités et groupes ethniques.
Comme dans d'autres pays d'Asie centrale, la population de la République d'Ouzbékistan est relativement jeune, la majorité étant en âge de travailler. 42 % de la population totale sont des jeunes en âge de travailler, 51 % sont en âge de travailler et 7 % sont plus âgés.
Composition ethnique de la population de l'Ouzbékistan en 2021 :
- Ouzbeks — 29,2 millions de personnes, soit 84,4 % de la population;
- Tadjiks — 1,7 million de personnes;
- Kazakhs — 821 200 personnes;
- Karakalpaks — 752 700 personnes;
- Russes — 720 300 personnes;
- Kirghizes — 291 600 personnes;
- Turkmènes — 206 200 personnes;
- Tatars — 187 300 personnes;
- Coréens — 174 200 personnes;
- Ukrainiens — 67 900 personnes;
- Azerbaïdjanais — 41 200 personnes;
- Biélorusses — 18 500 personnes;
- Autres nationalités : 426 400 personnes [25]

80 % de la population vit dans l'Est du pays, ce qui correspond aux régions les plus fertiles, et le foyer originel du peuple Ouzbek.
Quelque 37 % de la population ouzbek vit dans les villes, 63 % à la campagne. Elle est essentiellement jeune, la population en âge de travailler représente seulement 54 % du total (plus 7 % de retraités).
Données démographiques :
- Croissance démographique : 2% (estimations 2024) ;
- Espérance de vie : 75,1 ans[26].
- Taux d’alphabétisation : 99,9 % ;
- Indice de développement humain (IDH), classement ONU 2021 : 0,727, 101e au niveau mondial[4].

### Langues
La langue officielle du pays est l'ouzbek, parlée par dix-sept millions de personnes dans le pays (65,6 % de la population). Le russe, principalement à Tachkent et dans les grandes villes, reste une langue importante de communication. Généralement, les citoyens ouzbeks scolarisés avant 1992, soit ont des notions de russe, soit le parlent couramment, car la langue était obligatoire dans l'enseignement avant 1992. Les langues tadjike et karakalpake sont également largement utilisées localement.
L'anglais commence à prendre de plus en plus d'importance (tourisme, immigration), mais il reste une langue enseignée à un nombre restreint de personnes dans le pays. Le pays est difficile d'accès, enclavé dans l'Asie centrale, et ses habitants se déplacent peu, sinon les plus jeunes, généralement pour travailler en Fédération de Russie. Aussi, sur place, il est rare de trouver à communiquer avec des anglophones, ou des personnes qui savent parler l'anglais, qui est donc une langue étrangère à la diffusion limitée. Le russe conserve donc une place essentielle, et très importante. Depuis 2000 et 2010, il y a de fortes demandes pour apprendre et étudier le farsi (persan), ou le chinois, souvent dans la perspective de faire du commerce avec les Iraniens, ou les Chinois. Étant dans la sphère du monde turc et des langues turques, de nombreux Ouzbeks demandent aussi à apprendre le turc, depuis quelques années[réf. nécessaire].

### Religions
L'Ouzbékistan est, comme son voisin le Turkménistan, un pays laïque. La religion musulmane (de rite sunnite) est majoritaire (près de 94 % de la population) en Ouzbékistan. Les musulmans chiites représentent 1 % de la population (essentiellement autour de Samarcande, Boukhara et à Tachkent). Les autres religions représentées sont l'orthodoxie (4 %), en constante régression du fait du retour des russophones dans leurs pays respectifs, et très marginalement le judaïsme, le catholicisme (l'administration apostolique d'Ouzbékistan recense 4 000 catholiques dans tout le pays) et quelques communautés baptistes récentes. Le luthéranisme, qui avait été surtout présent depuis la déportation en Ouzbékistan par Staline des Soviétiques d'origine allemande (comme les Allemands de la Volga) a pratiquement disparu avec seulement deux minuscules communautés paroissiales dans le pays, celle de Tachkent et celle de Ferghana. La presque totalité des luthériens ont en effet quitté l'Ouzbékistan à l'ouverture des frontières dans les années 1990-2000. Officiellement, le pays est laïque. En réalité, l'État contrôle les religions et des persécutions de chrétiens sont signalées par, entre autres, l'ONG Portes Ouvertes.
Pendant la période soviétique, l'influence de la religion sur la population se voit limitée et sa fin en 1991 n'est pas accompagnée d'une remontée brutale de la pratique religieuse. Cependant depuis 2015 sont présents des groupuscules islamistes ayant prêté allégeance à l'État islamique et qui envoient régulièrement des combattants. En dépit de cela, le terrorisme islamiste reste faible au sein du pays.

## Éducation
L'Ouzbékistan affiche un taux d'alphabétisation élevé : 99,9 % des adultes de plus de 15 ans savent lire et écrire . Cependant, comme seulement 76 % de la population de moins de 15 ans est actuellement scolarisée (et que seulement 20 % des enfants de 3 à 6 ans fréquentent l'école maternelle), ce chiffre pourrait diminuer à l'avenir. Les élèves sont scolarisés du lundi au samedi pendant l'année scolaire, et l'enseignement formel se termine à la fin de la 11e année. Selon l'Agence des statistiques d'Ouzbékistan, le nombre d'établissements d'enseignement général en Ouzbékistan au début de l'année scolaire 2022/2023 était de 10 522. À la même période, la part des garçons dans les établissements d'enseignement secondaire général était de 51,3 %, tandis que celle des filles était de 48,7 %.
En Ouzbékistan, les dépenses publiques consacrées à l'éducation représentaient 5,6 % du PIB en 2019 et 6,2 % en 2021. En 2019, la plus grande part des dépenses totales d'éducation était consacrée à l'enseignement secondaire (environ 65 %), à l'enseignement préscolaire (21 %), à l'enseignement supérieur (10 %) et à l'enseignement secondaire spécialisé (4 %).
En 2023, UNICEF a aidé le gouvernement ouzbek à élaborer une feuille de route pour la réforme de l'éducation, qui vise à fédérer les efforts du gouvernement, des partenaires de développement, des enseignants, des parents, des élèves et des communautés scolaires afin d'atteindre les objectifs stratégiques définis pour une éducation transformatrice de qualité.

## Économie

Développement du PIB par habitant des pays d'Asie centrale.

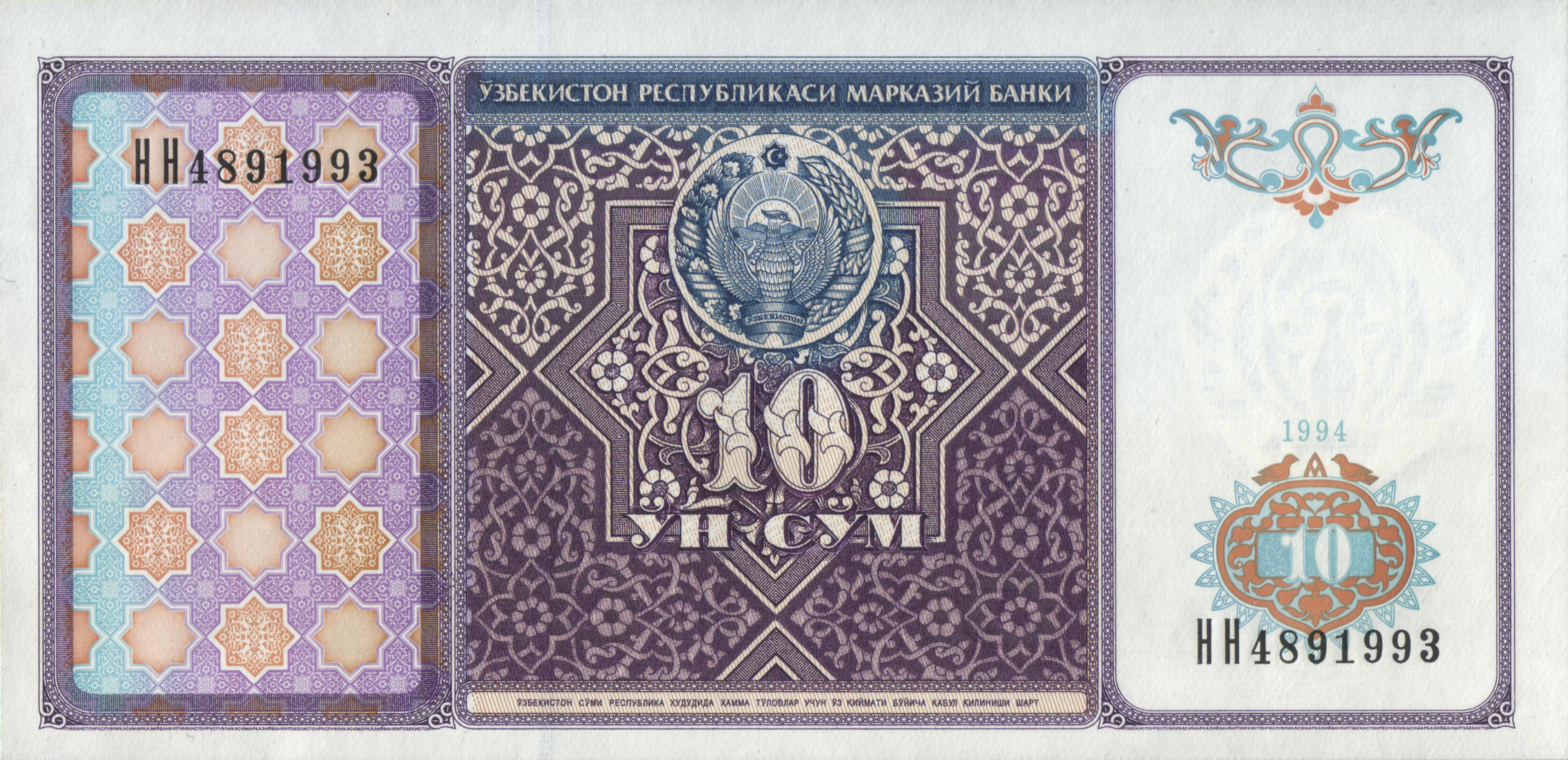
10 sums (recto).

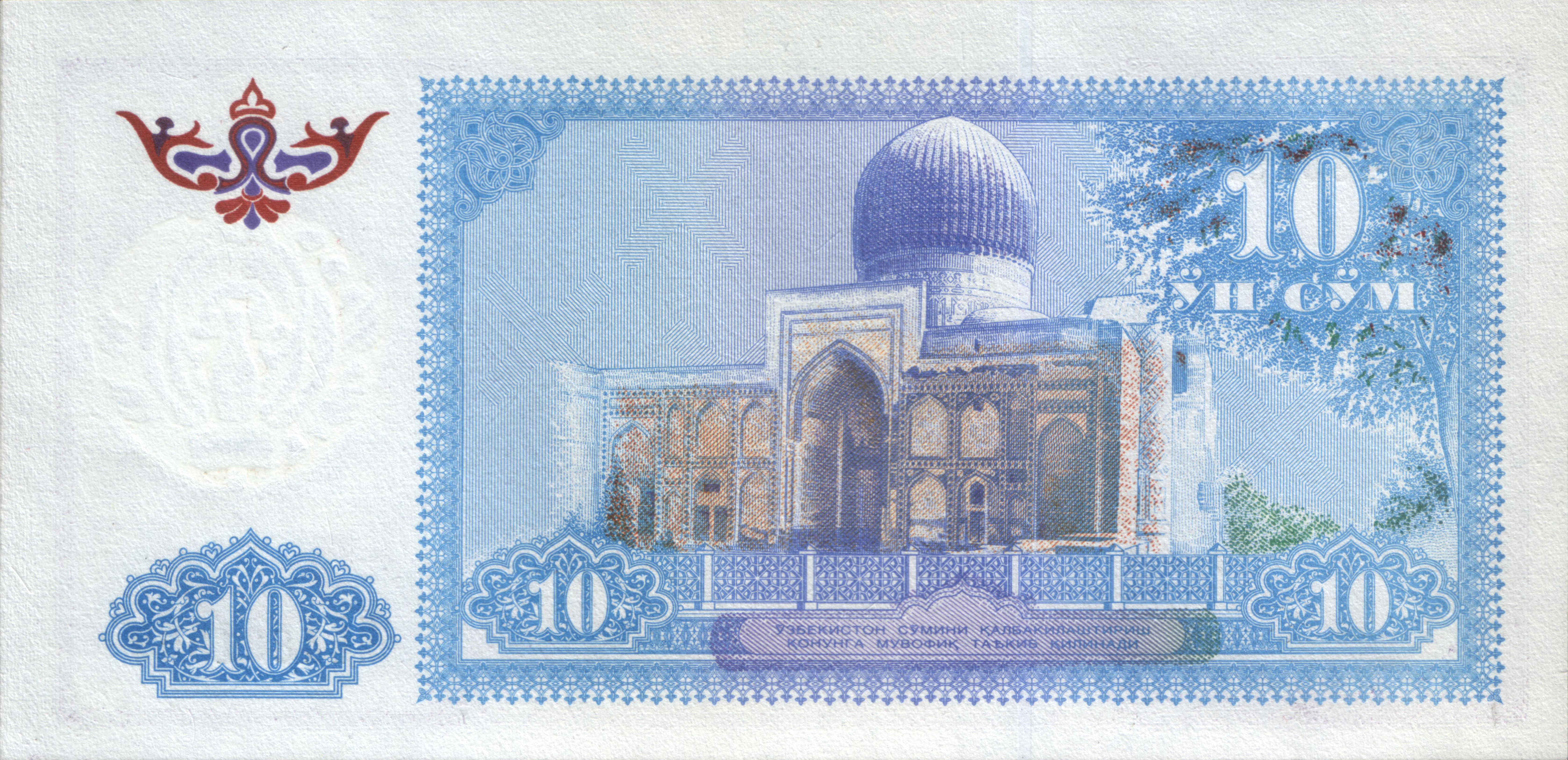
10 sums (verso).

L'Ouzbékistan est un pays agro-industriel. 38 % de la population active est occupée dans l'agriculture majoritairement irriguée (cultures du coton, des fruits, des primeurs, du riz, de la luzerne, des vignes ou encore des céréales fourragères, élevage ovin et bovin et sériciculture).
Le pays dispose également d'importantes richesses minières (gaz naturel, uranium, cuivre, pétrole) ce qui contribua à l'industrialisation du pays dans l'après-guerre et a totalisé récemment une bonne partie des investissements étrangers dans les secteurs de l'extraction minière, du raffinage du pétrole ou encore de la machinerie agricole et de l'assemblage de voitures.
Dès l'indépendance, le président Karimov a fait le choix d'une stratégie de réforme graduelle visant notamment à atteindre l'autosuffisance énergétique et alimentaire du pays. Cependant, la croissance économique reste soumise à des fluctuations régulières. Tributaire des recettes d’exportation (coton et or pour une large part), le développement de l'économie ouzbèke a été freiné par les résultats en demi-teinte de la récolte du coton dont l'Ouzbékistan est le 4e producteur mondial.
De plus, sans véritable stratégie de réformes, les autorités du pays ont multiplié les faux pas (comme dans le domaine des changes, ayant refusé la convertibilité de la monnaie nationale jusqu'en 2003) et des actions restrictives et dirigistes envers les petites et moyennes entreprises, ce qui entraîna une stagnation dans le milieu des affaires. Seulement le petit commerce de rue et les entreprises ayant le droit privilégié de faire les opérations d'importation ont pu prospérer tandis que le tissu économique général resta de facto soit étatique, soit sous une forte emprise de l'État. On notera également une forte emprise sur les nouveaux secteurs économiques à haute valeur ajoutée, surtout dans la capitale Tachkent, exercée par la fille du président Karimov, Gulnora.
La situation économique de l'Ouzbékistan reste en effet fragile : l'adoption de la libre convertibilité de la monnaie nationale en octobre 2003 devrait cependant créer un environnement beaucoup plus favorable aux investissements étrangers. Certains résultats macroéconomiques positifs sont à noter (inflation et dévaluation de la monnaie relativement maîtrisées notamment). Le réchauffement politique avec la Russie, entamé en 2005, a eu pour résultat les investissements massifs des compagnies russes sur le sol ouzbek (dans le domaine de l'énergie, des télécommunications, de l'aviation civile ou encore de l'agroalimentaire), ainsi que la hausse substantielle des échanges commerciaux bilatéraux (3 milliards de dollars en 2006, +42 % par rapport à 2005).
Toutefois, Tachkent hésite à aller de l'avant dans le domaine des privatisations du secteur agricole qui représente toujours 33 % du PIB et de la population active. En fait, le gouvernement retarde une véritable libéralisation de l'économie par crainte de ses conséquences sur un tissu social déjà fortement dégradé (27 % de la population vit en dessous du seuil de pauvreté et les revenus moyens sont à la baisse depuis 1997) et pour préserver les intérêts de quelques acteurs économiques influents, proches des élites au pouvoir. L'offensive maladroite, à partir de l'été 2004, contre l'économie informelle a été à l'origine d'importants remous sociaux.
Deuxième exportateur de coton au monde, l'Ouzbékistan est largement critiqué par la communauté internationale pour l'utilisation du travail forcé des enfants et des étudiants sur les champs de coton sous le soleil accablant ainsi que pour les rémunérations dérisoires payées aux récoltants de cette culture stratégique pour le pays qui rapporte plusieurs milliards de dollars à l'État. Malgré les pressions internationales et l'interdiction formelle du gouvernement ouzbek d'utiliser le travail des enfants, la réalité sur le terrain reste inchangée.
Données économiques :
- PIB (2007) : 22,4 milliards de dollars (Source : Banque mondiale) ;
- PIB par habitant (2003) : 1 700 dollars ;
- Taux de croissance (2004) : 7,5 % ;
- Balance commerciale : 1 milliard de dollars ;
- Principaux clients : CEI : Russie 16,7 %, Ukraine 4,7 %, Kazakhstan 3,1 %, Autres : Suisse 8,3 %, Grande-Bretagne 7,2 % Corée 3,3 %, France 2,3 % ;
- Principaux fournisseurs : CEI : Russie 15,8 %, Kazakhstan 7,3 %, Ukraine 6,1 %, Autres : Corée 9,8 %, États-Unis 8,7 %, Allemagne 8,6 %, France 2,9 % ;
- Part des principaux secteurs d’activités dans le PIB :
  - agriculture : 38 % ;
  - industrie : 26,3 % ;
  - services : 35 %.

Monnaie (depuis 1994) : le sum ouzbek (UZS) = 100 tiyin.
En 2024, l'Ouzbékistan est classée en 83e position pour l'indice mondial de l'innovation.

## Sports

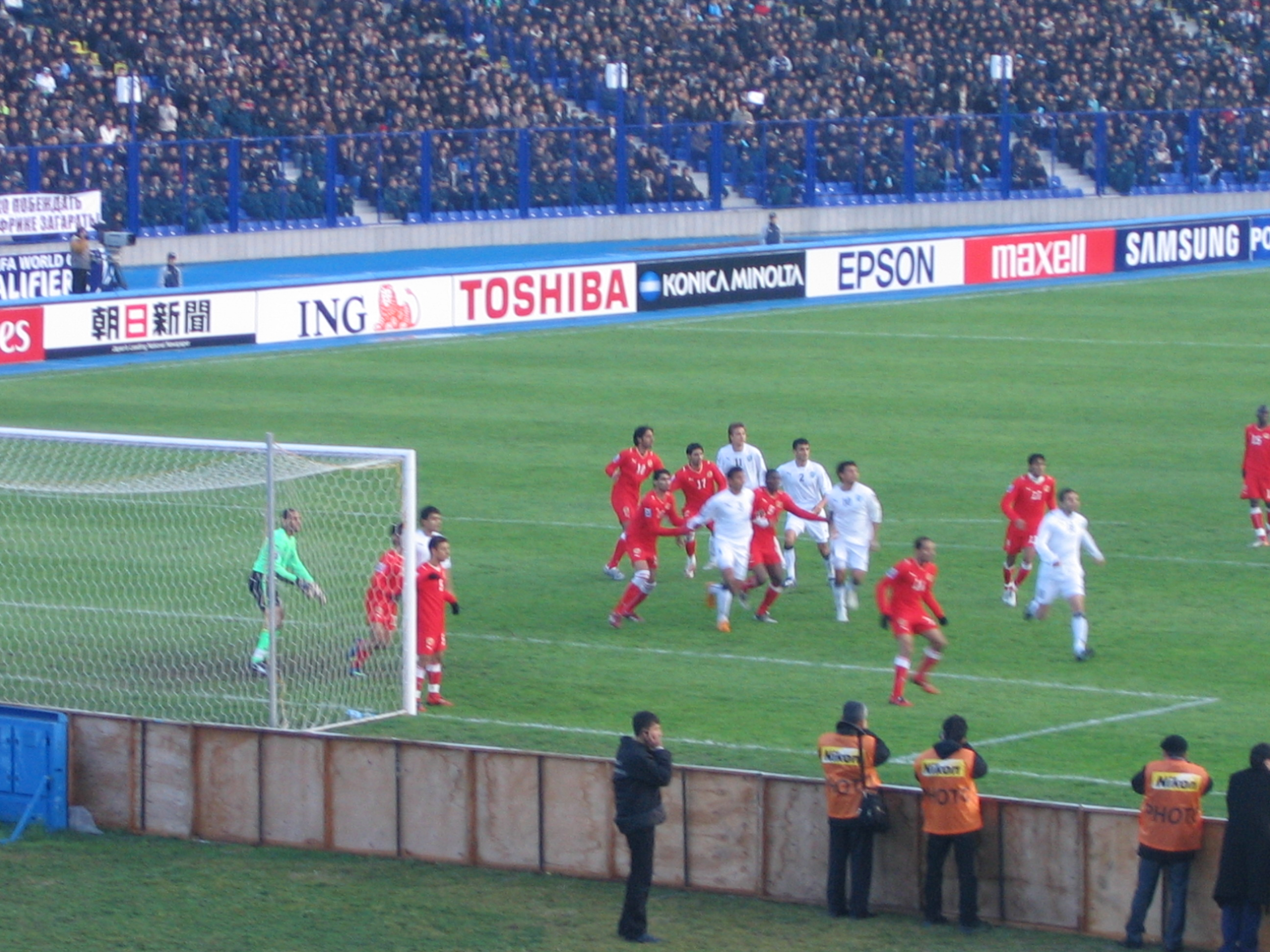
L'équipe nationale de football opposée à Bahreïn.

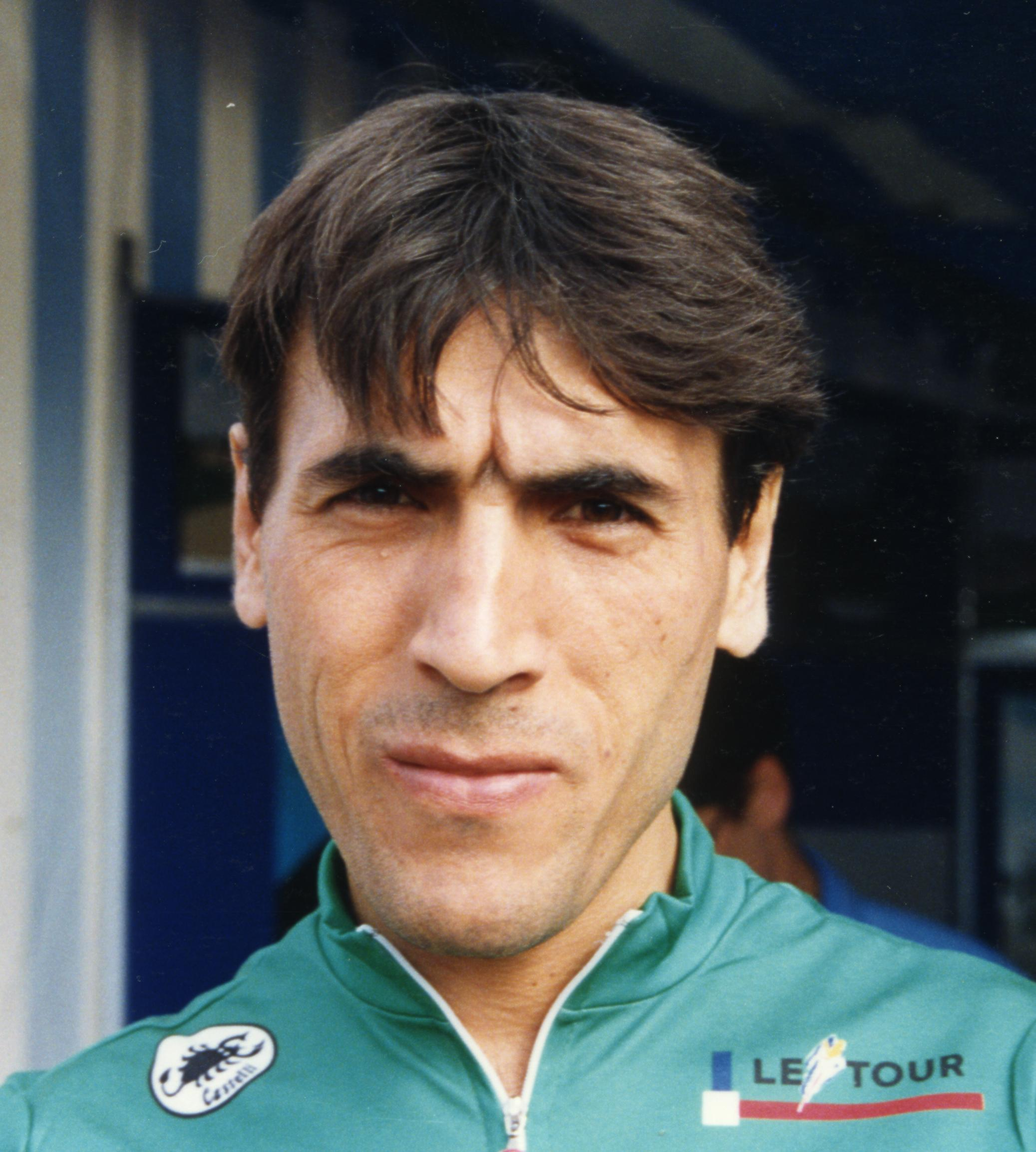
Djamolidine Abdoujaparov.

Les sportifs ouzbeks sont très présents dans les sports de combats comme le judo, la boxe, l'unifight ou encore la lutte gréco-romaine. Ces disciplines permettent à l'Ouzbékistan de décrocher ses seules médailles aux Jeux olympiques (environ cinq ou six médailles). Les sportifs les plus connus dans ces disciplines sont les judokas Abdullo Tangriev qui fut vice-champion olympique à Pékin en 2008 et Rishod Sobirov qui fut double champion du monde et élu meilleur judoka de l'année 2011.
En juillet 2024, aux JO de Paris, la judokate Diyora Keldiyorova remporte la médaille d'or en catégorie moins de 52 kg.
En boxe, aux JO de Paris, l'Ouzbékistan gagne 5 titres en or : 
- Poids mouches (-51 kg) : Hasanboy Dusmatov (UZB)
- Poids plumes (-57 kg) : Abdumalik Khalokov (UZB)
- Poids welters (-71 kg) : Asadkhuja Muydinkhujaev (UZB)
- Poids lourds (-92 kg) : Lazizbek Mullojonov (UZB)
- Poids super-lourds (+92 kg) : Bakhodir Jalolov (UZB)

Cependant, le football gagne en popularité. L'équipe nationale ouzbèke est en août 2009, la 9e meilleure équipe du continent asiatique derrière le Japon et la Corée du Sud aux deux premières places, l'équipe a perdu six places. L'Ouzbékistan a manqué de peu la qualification pour le mondial 2006. Le FK Bunyodkor, club ouzbek, a proposé à Samuel Eto'o du FC Barcelone un salaire faramineux pour jouer avec eux, mais Eto'o a refusé, préférant rester dans une équipe de haut niveau. À défaut de Samuel Eto'o, le Kuruvchi Tachkent, renommé Bunyodkor a acheté Rivaldo (ballon d'or en 1999) en lui offrant un salaire de 10 millions d'euros par an[réf. nécessaire]. Bunyodkor a aussi recruté l'ancienne star brésilienne Zico (ex-Fenerbahçe) au poste d'entraîneur. Le 5 juin 2025, l' équipe nationale de football d'Ouzbékistan a obtenu pour la première fois une place à la Coupe du monde de la Coupe du monde de football 2026.
En 2025, le footballeur international ouzbek Abdukodir Khusanov, défenseur central, a été transféré de Lens à Manchester City pour un contrat de quatre ans et demi, devenant ainsi le premier joueur ouzbek à disputer le Championnat d'Angleterre de football.
L'Ouzbékistan s'est fait connaître aussi grâce au coureur cycliste Djamolidine Abdoujaparov qui était un des meilleurs sprinteurs du peloton au début des années 1990. Il a, en outre, remporté au moins une étape dans les trois Grands Tours (de France, d'Italie et d'Espagne) dont neuf étapes du Tour de France avec à la clé trois maillots verts. Il possède aussi à son palmarès la classique Gand-Wevelgem belge. En 2010, un seul coureur cycliste de nationalité ouzbèke est professionnel : Sergueï Lagoutine (de souche russe), champion du monde espoirs en 2003, qui évolue sous les couleurs de l'équipe cycliste Vacansoleil.
En tennis, les meilleurs joueurs de nationalité ouzbèke dans les années 2000 sont Denis Istomin (de souche russe) chez les hommes, qui a remporté quelques victoires sur des tournois challengers et atteint les 8es de finale au tournoi de Wimbledon 2012 et Iroda Tulyaganova chez les femmes, qui fut classée 16e joueuse mondiale en 2002.
Aux échecs, Rustam Qosimjonov a été champion du monde « FIDE » en 2004.

## Fêtes et jours fériés
| Date                                 | Nom français            | Nom local                 | Remarques                                  |
| ------------------------------------ | ----------------------- | ------------------------- | ------------------------------------------ |
| 1er septembre                        | Jour de l'Indépendance  | Mustaqillik Kuni          | depuis 1991                                |
| 1er janvier                          | Jour de l'An            | Yangi Yil Kuni            |                                            |
| 8 mars                               | Jour de la Femme        | Xalqaro Xotin-qizlar Kuni |                                            |
| 21 mars                              | Jour du Printemps       | Navro'z                   | (non religieux)                            |
| 9 mai                                | Jour de Commémoration   | Hotira kuni               | Jour de la victoire sur le nazisme en 1945 |
| selon le calendrier musulman (Hijra) | Fin du Ramadan          | Ramazon Hayiti            |                                            |
| 1er octobre                          | Jour de l'instituteur   | O'qutuvchilar Kuni        |                                            |
| 8 décembre                           | Jour de la constitution | Konstitutsiya Kuni        | depuis 1992                                |
| selon le calendrier musulman (Hijra) | Jour du sacrifice       | Qurbon Hayit              |                                            |

## Arts et culture
Patrimoine mondial de l'UNESCO en Ouzbékistan :
- 1990 Itchan Kala ;
- 1993 Centre historique de Boukhara ;
- 2000 Centre historique de Shakhrisyabz ;
- 2001 Samarkand, carrefour de cultures.
- 2023 Routes de la soie : corridor de Zeravchan-Karakoum

Les sites naturels sont :
- 2016 Tian-Shan occidental
- 2023 Déserts d'hiver froids du Turan[39]

### Arts appliqués ouzbeks

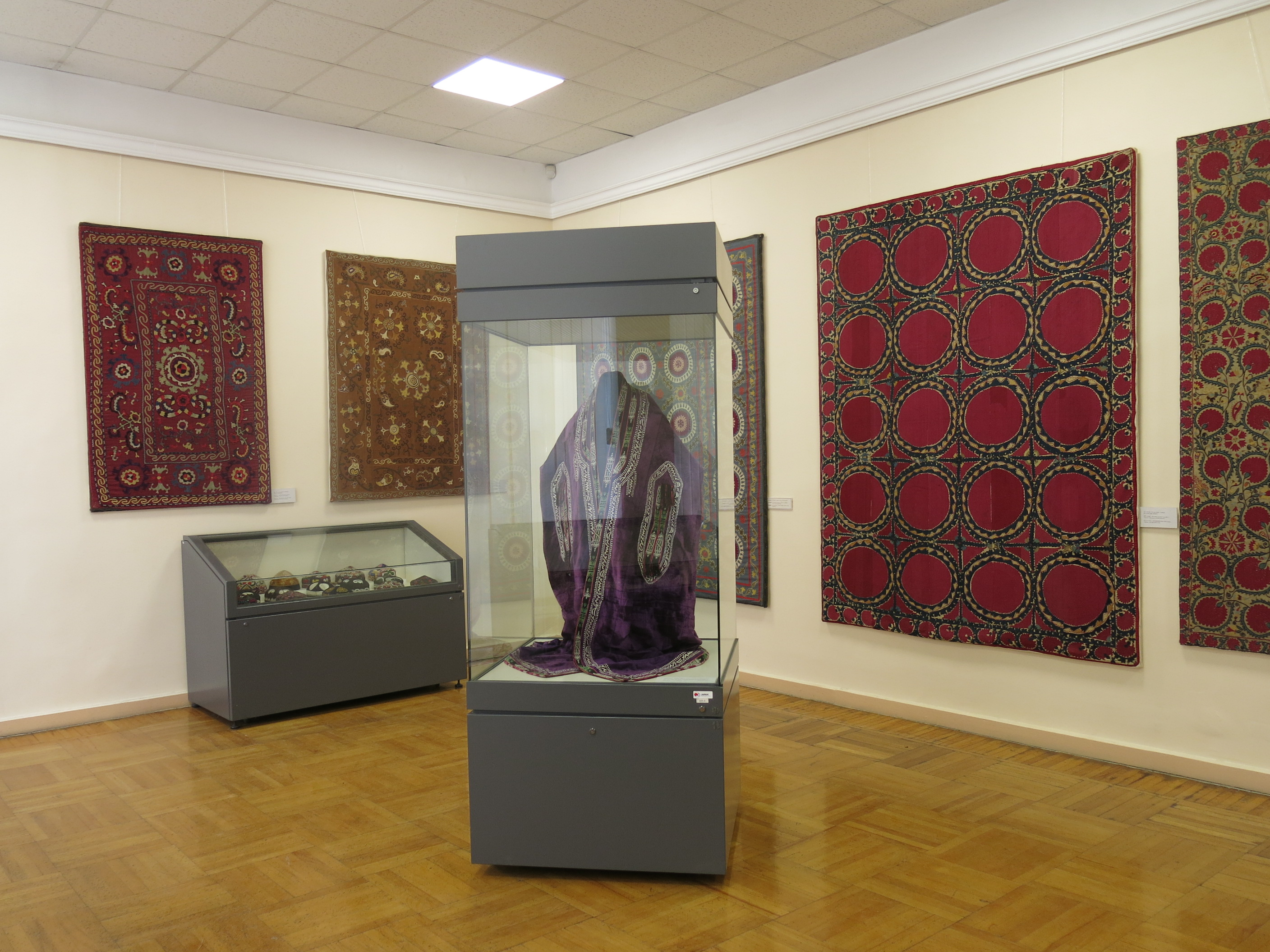
Musée des Arts appliqués, Tachkent, salle des textiles Suzanis.
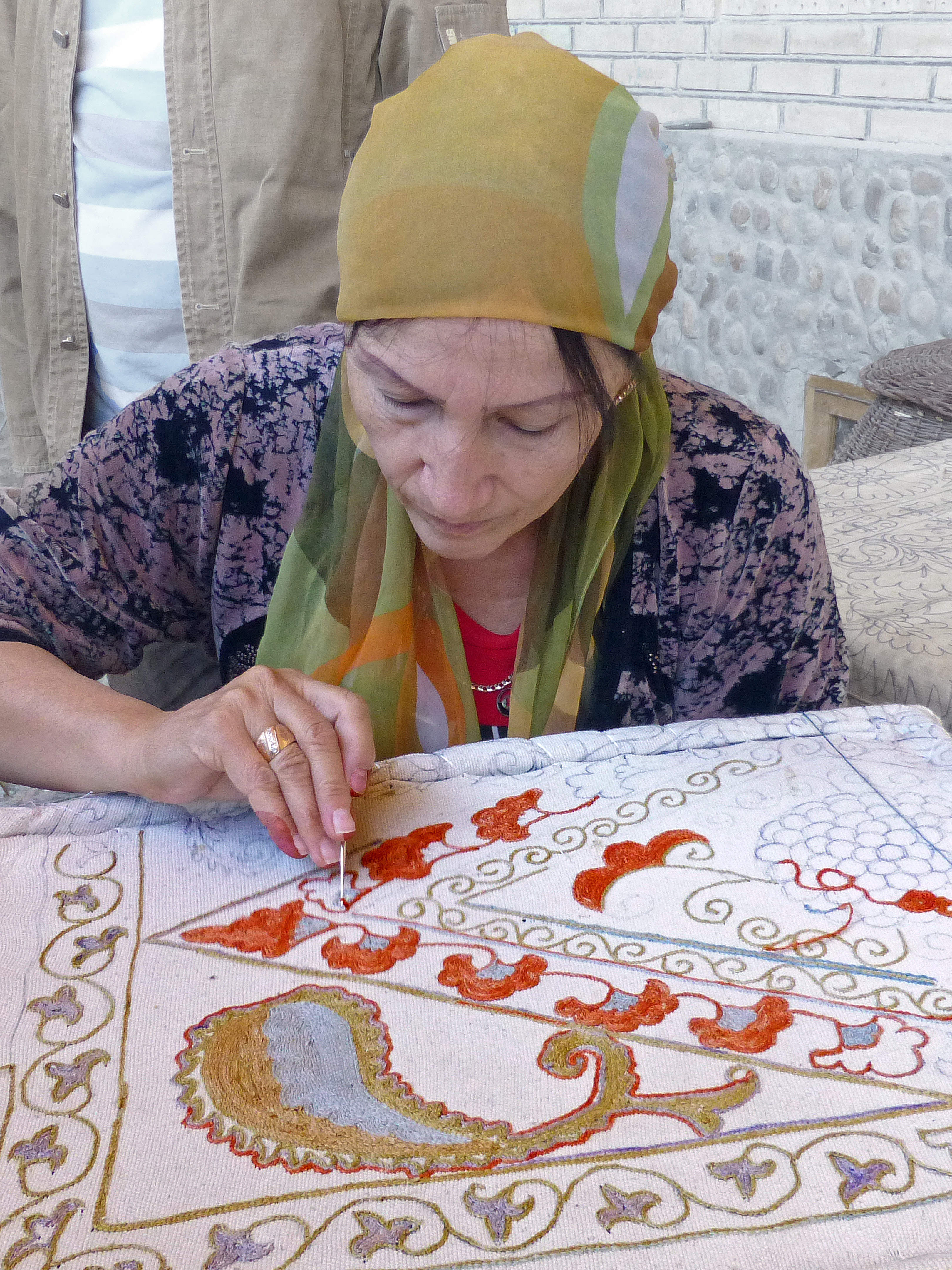
Atelier de broderie (suzani) à Guijdouvan.
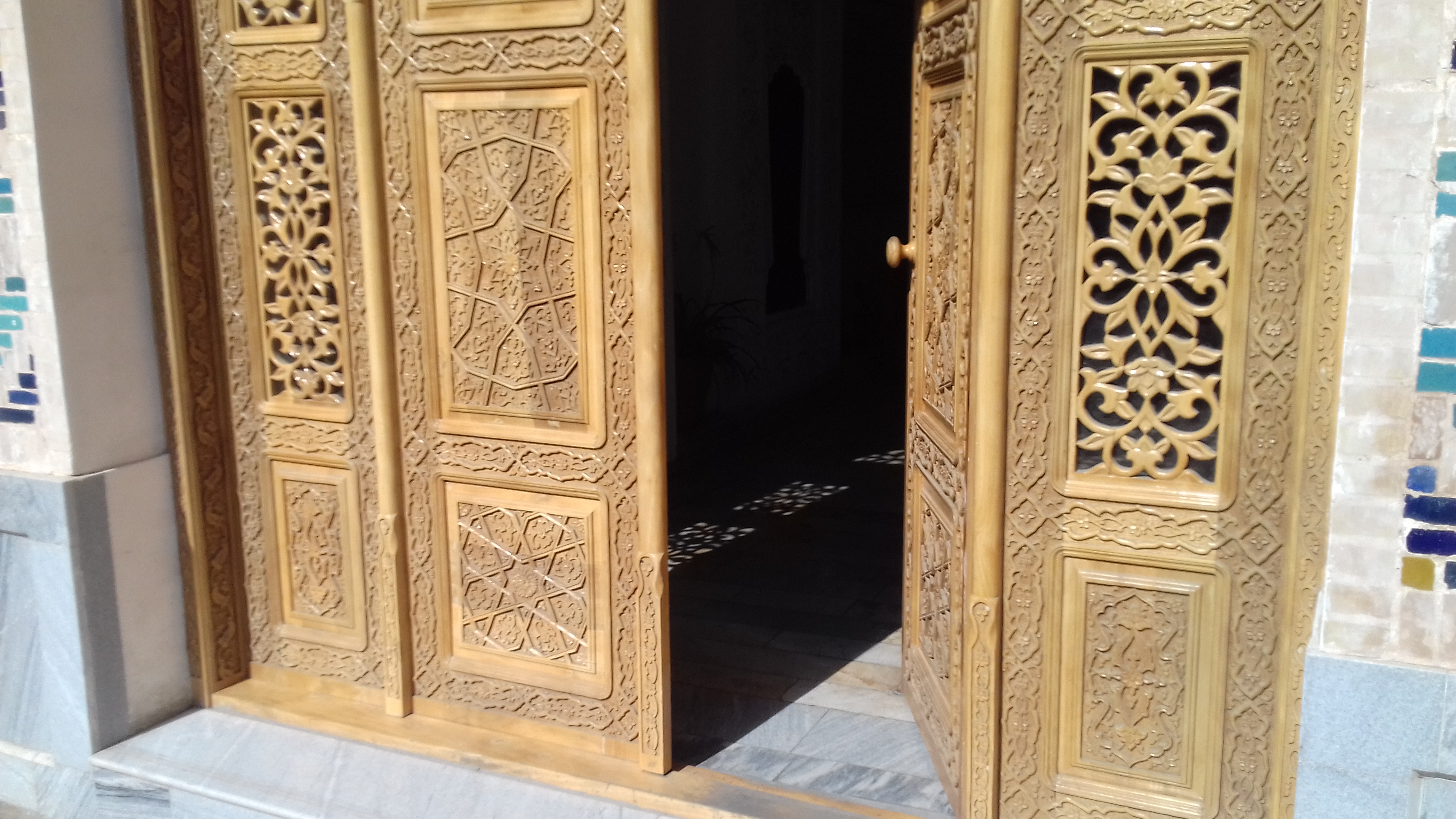
Porte en bois ornée de la médersa Dusmatbay à Samarcande.

## Illustrations

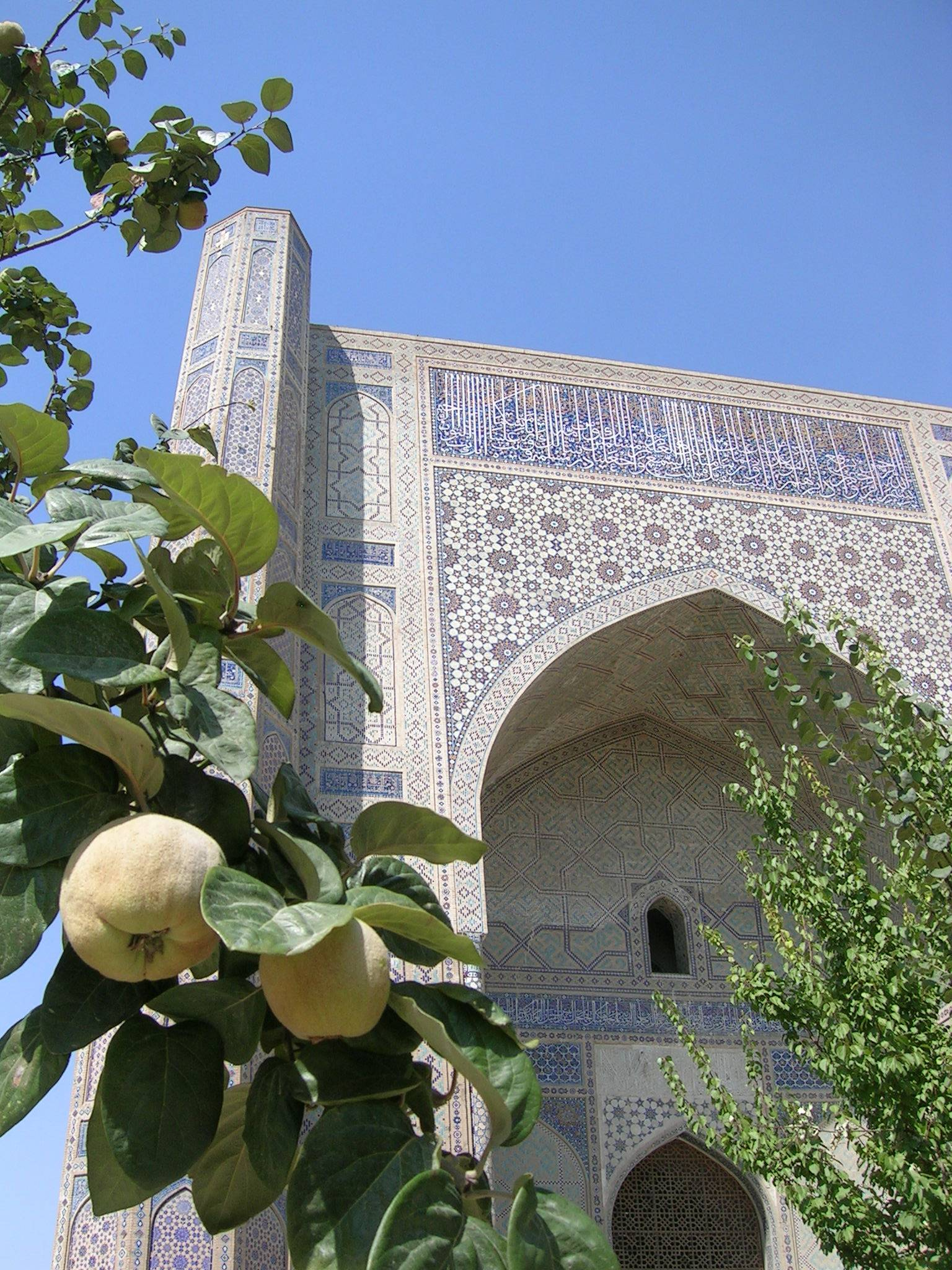
Vue de la façade de la mosquée Bibi Khanoum à Samarcande.
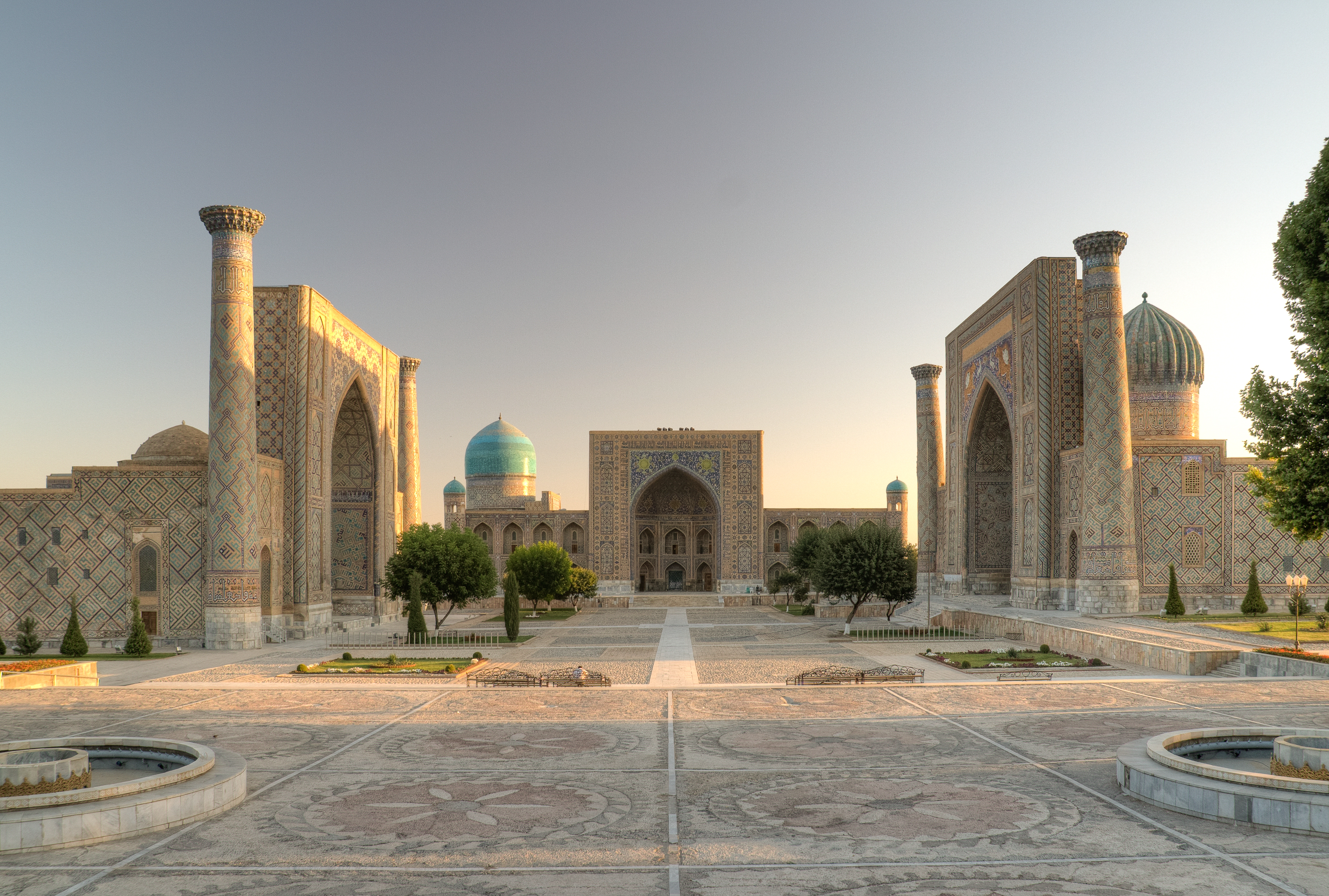
Deux des trois médersas du Registan à Samarcande.
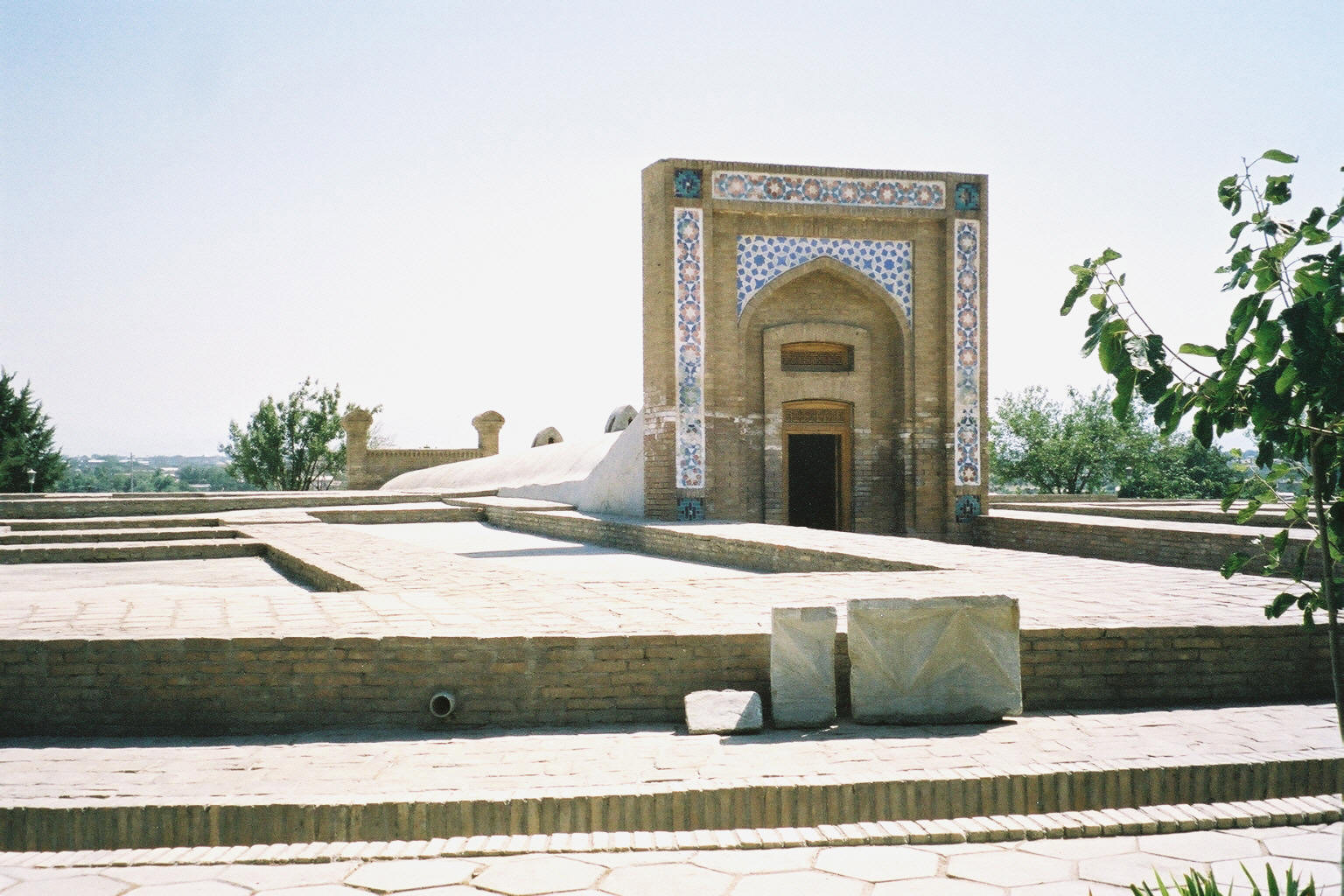
Site de l'observatoire astronomique d'Ulugh Beg à Samarcande.
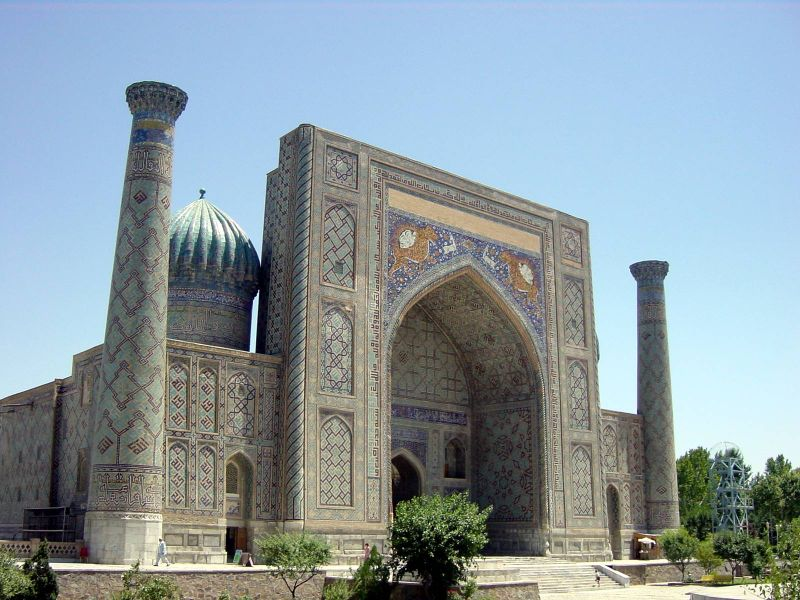
Médersa Cher-Dor à Samarcande.
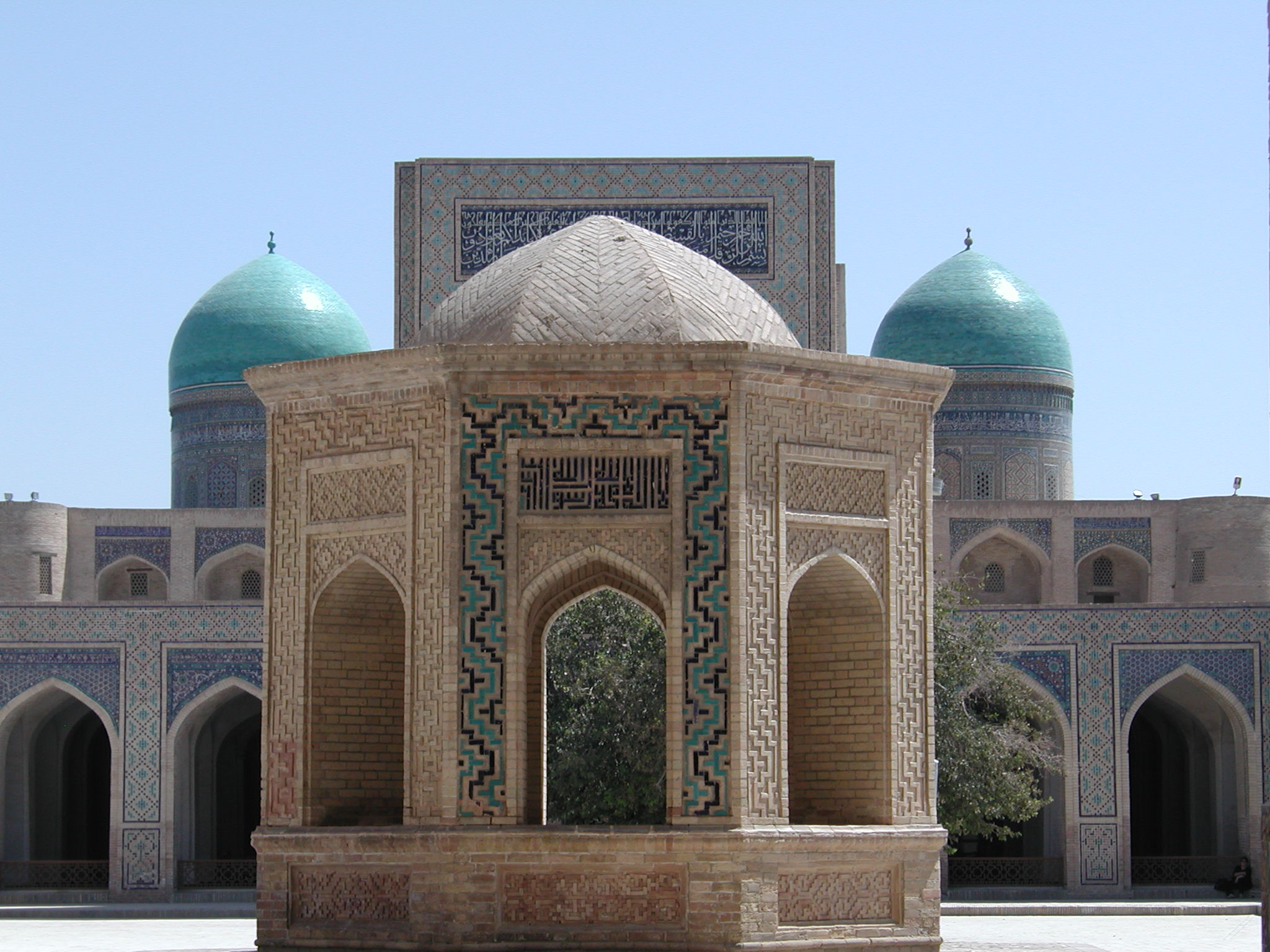
Mosquée Kalon à Boukhara.
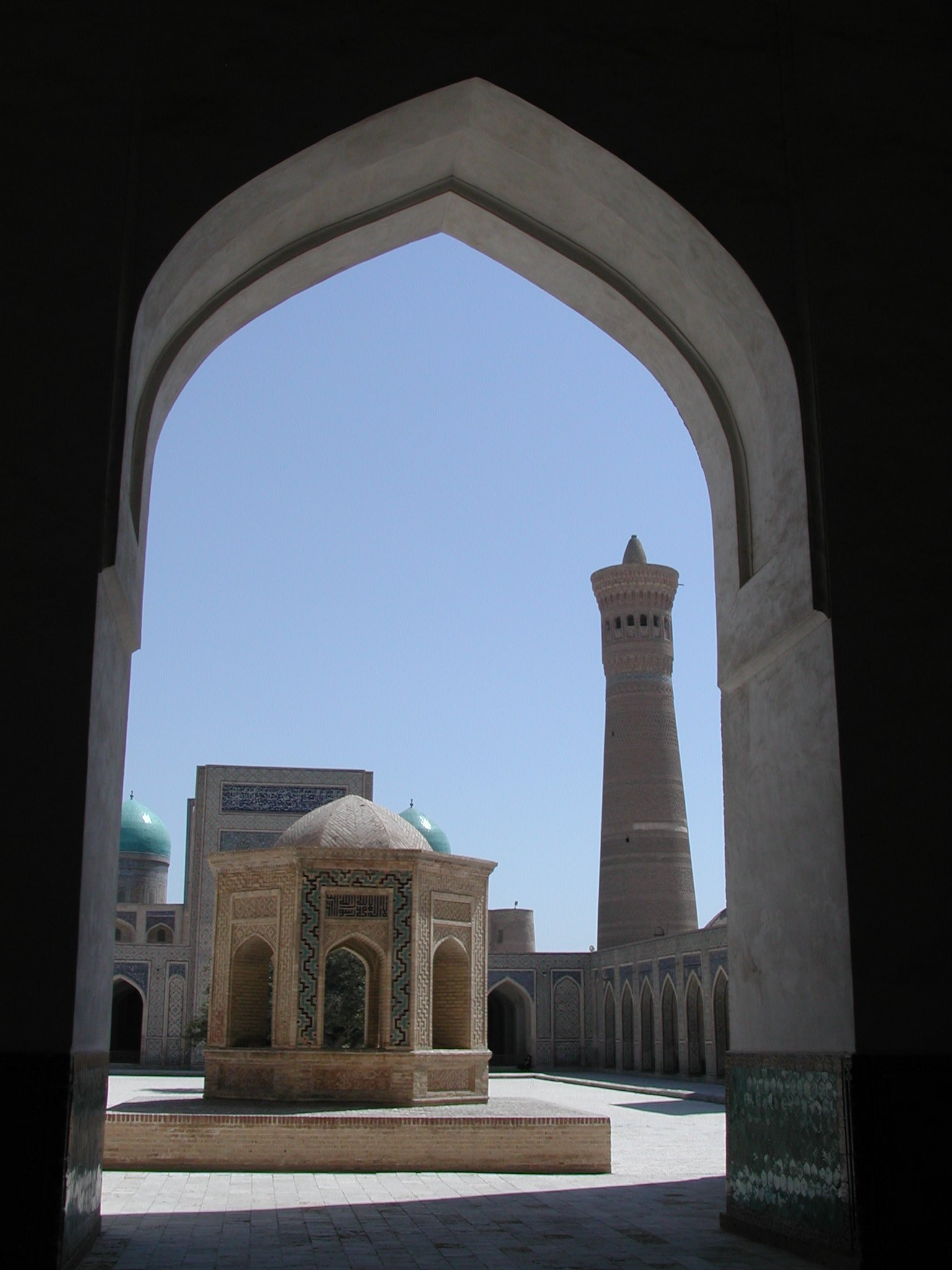
Minaret Kalon à Boukhara.
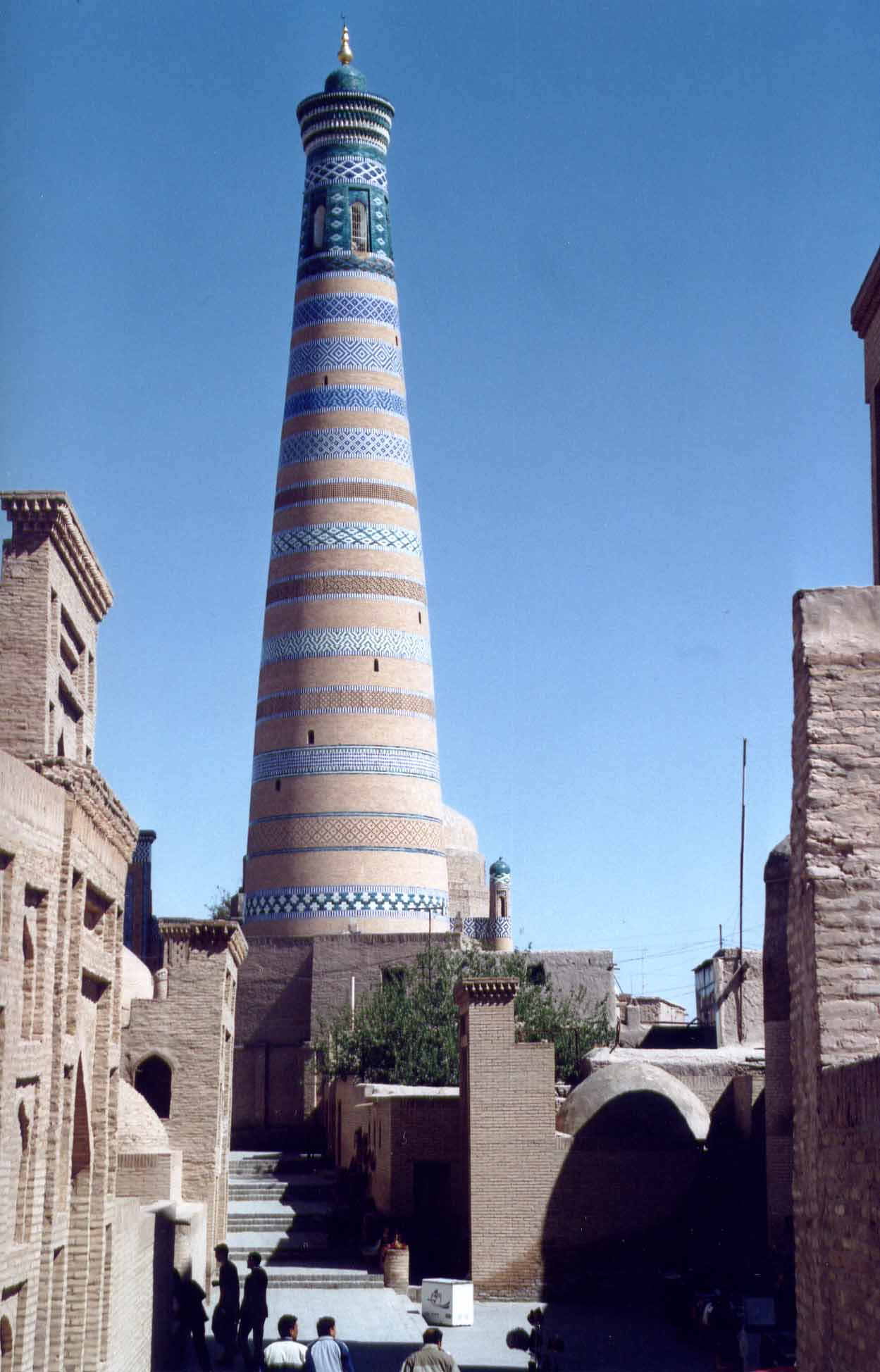
Minaret Islam Khodja à Khiva.
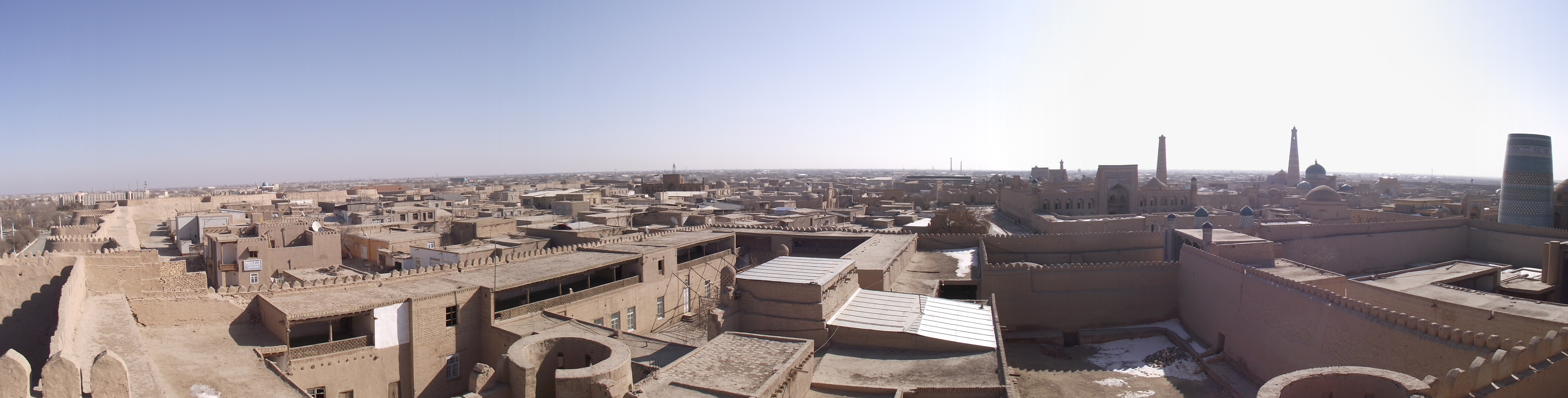
Panorama d'Itchan Kala, la vieille ville de Khiva.
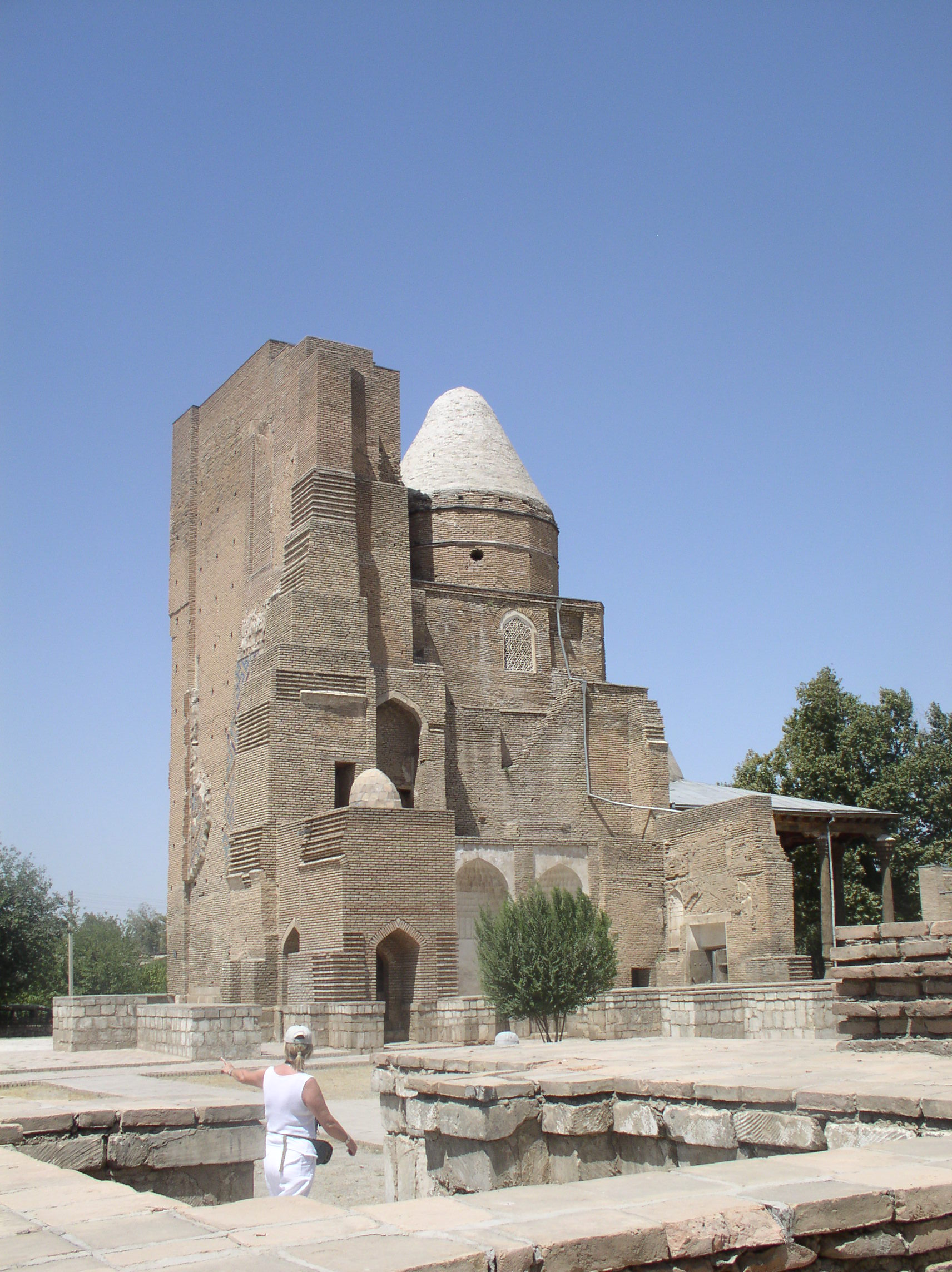
Mausolée de Doroussiadat à Chakhrisabz.
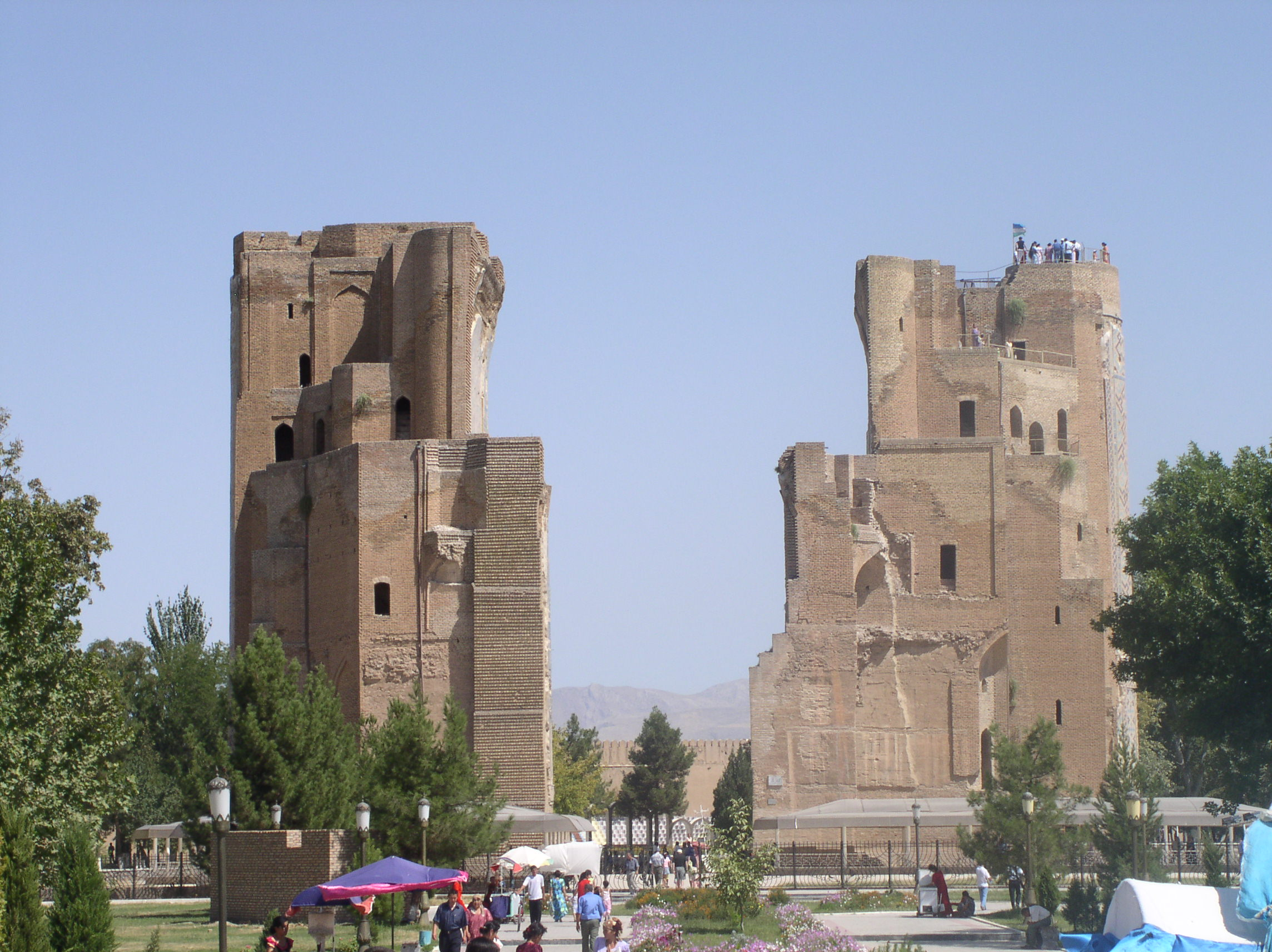
Vestiges d'Oq-Saroy (1380) à Chakhrisabz.
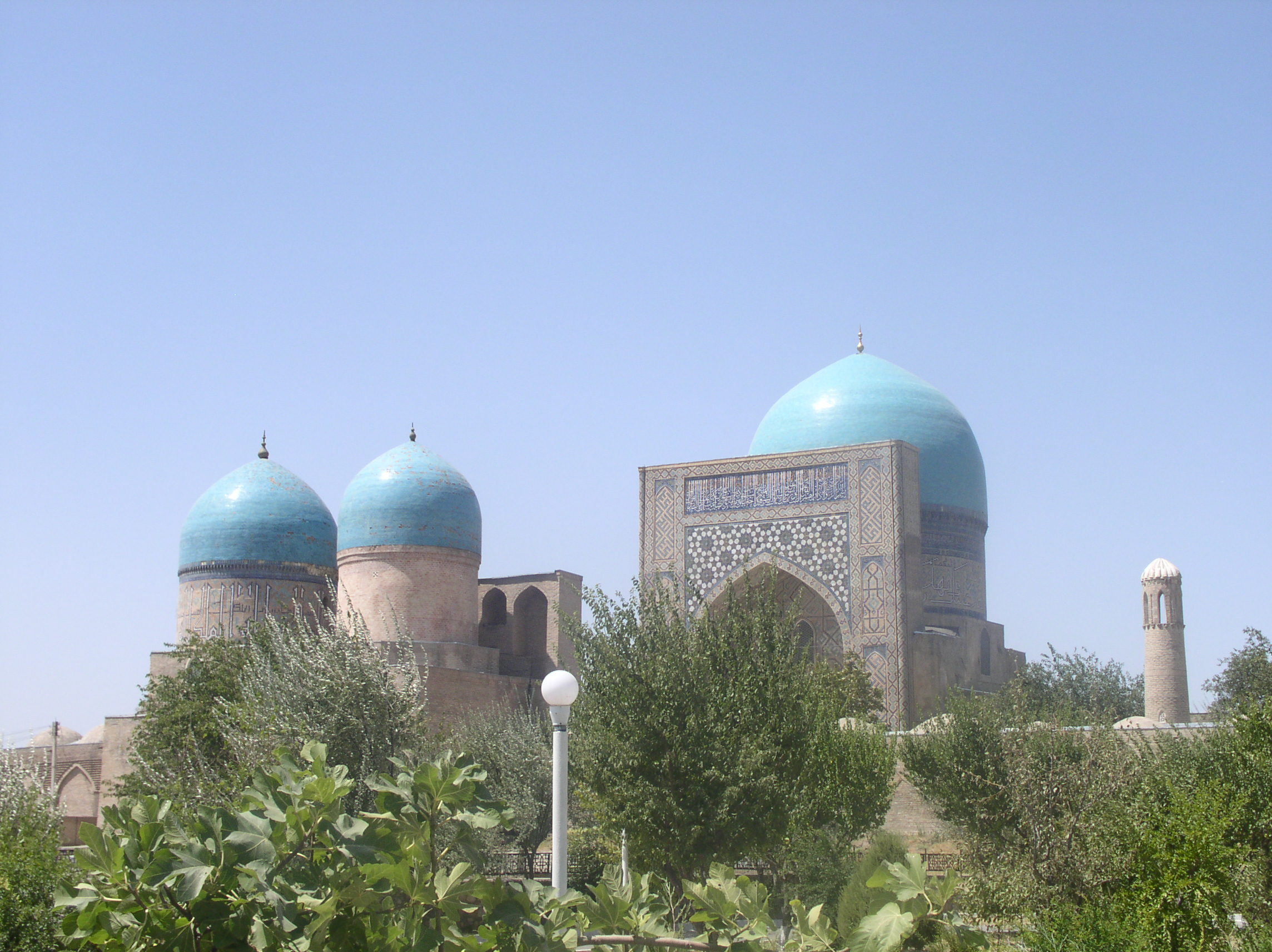
Mosquée de Kok-Goumbaz (1437) à Chakhrisabz.
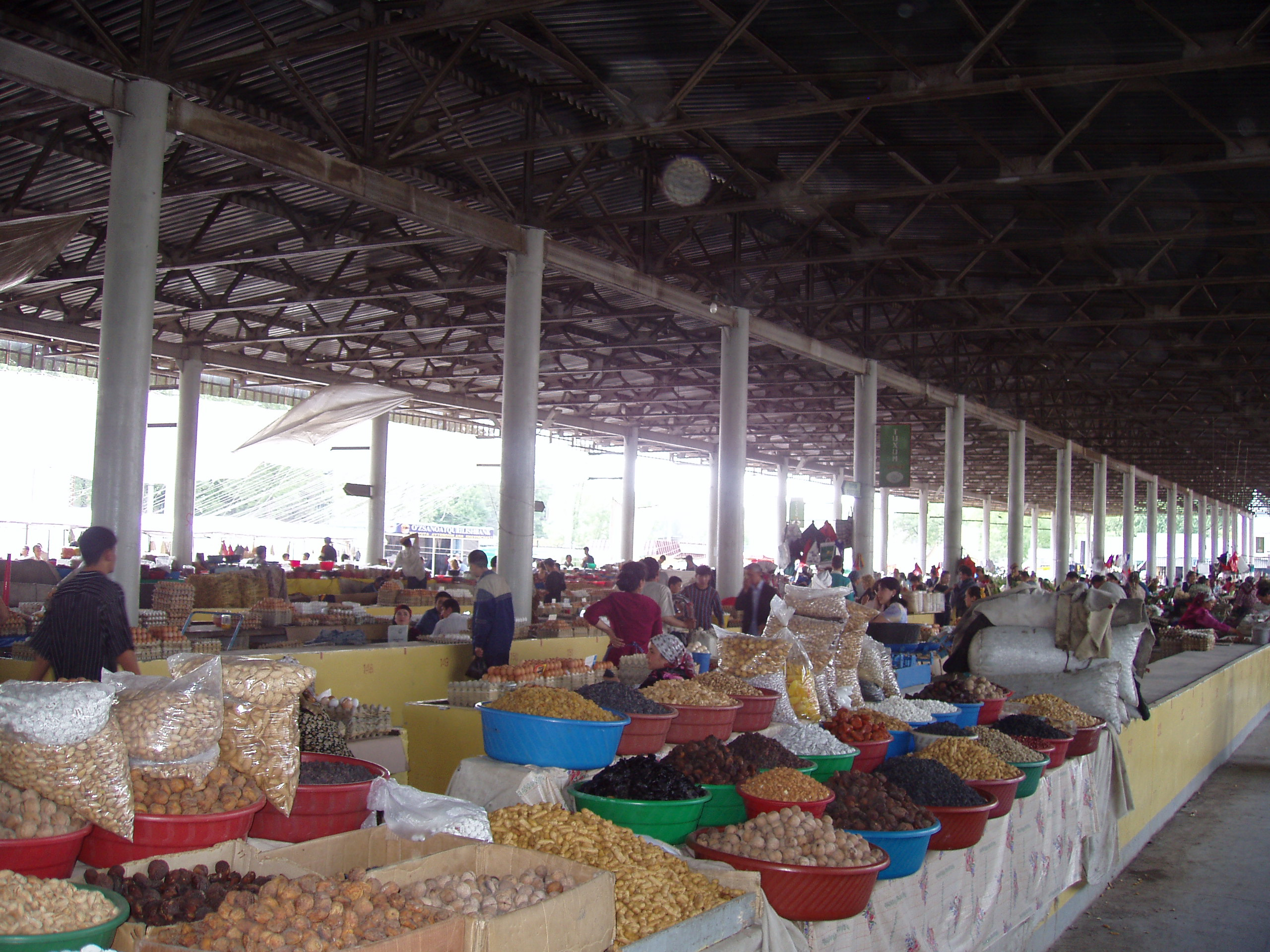
Le bazar alimentaire Farkhadski (Farhod) à Tachkent.
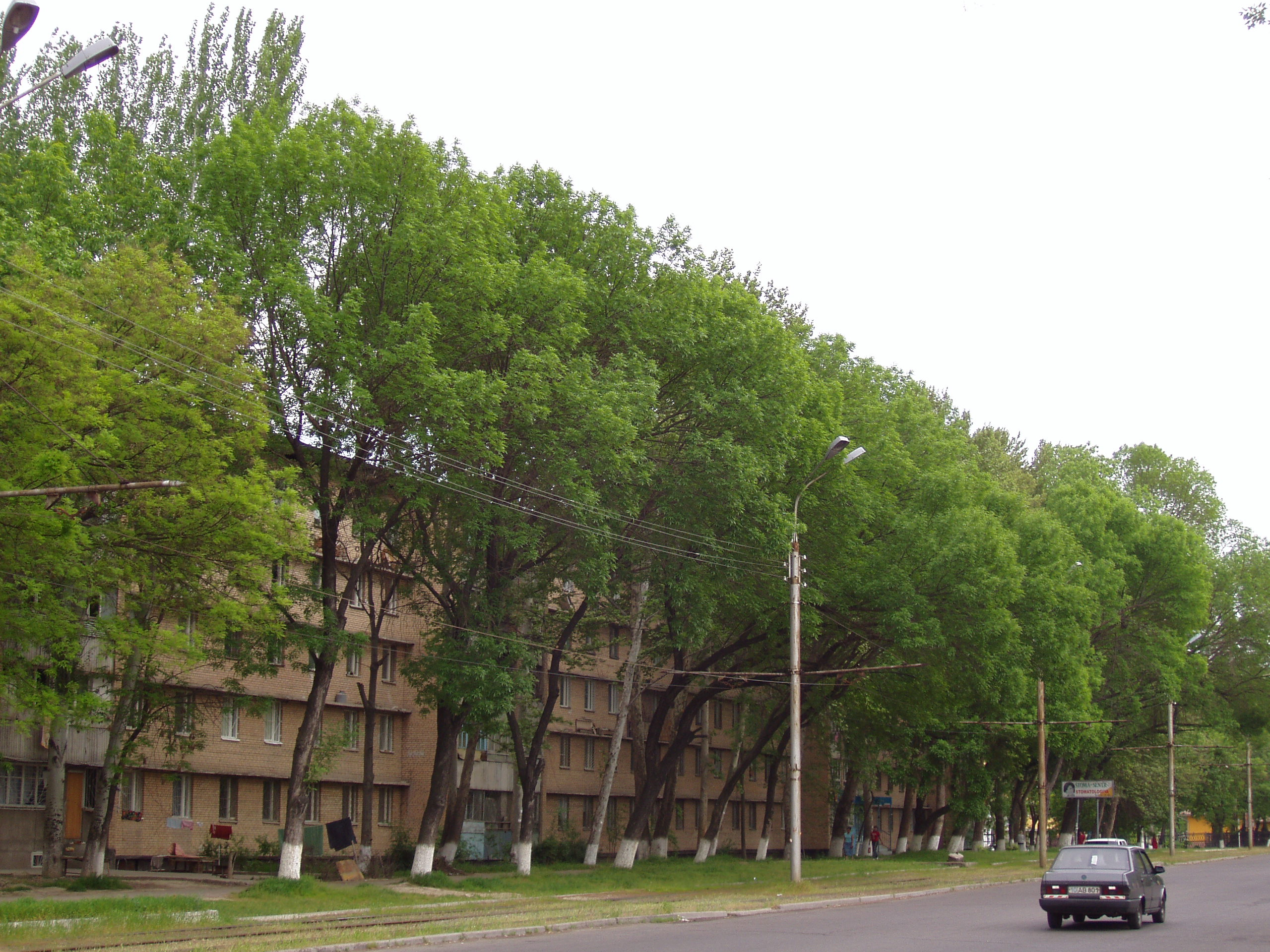
Immeubles résidentiels à Tchilanzar, Tachkent.
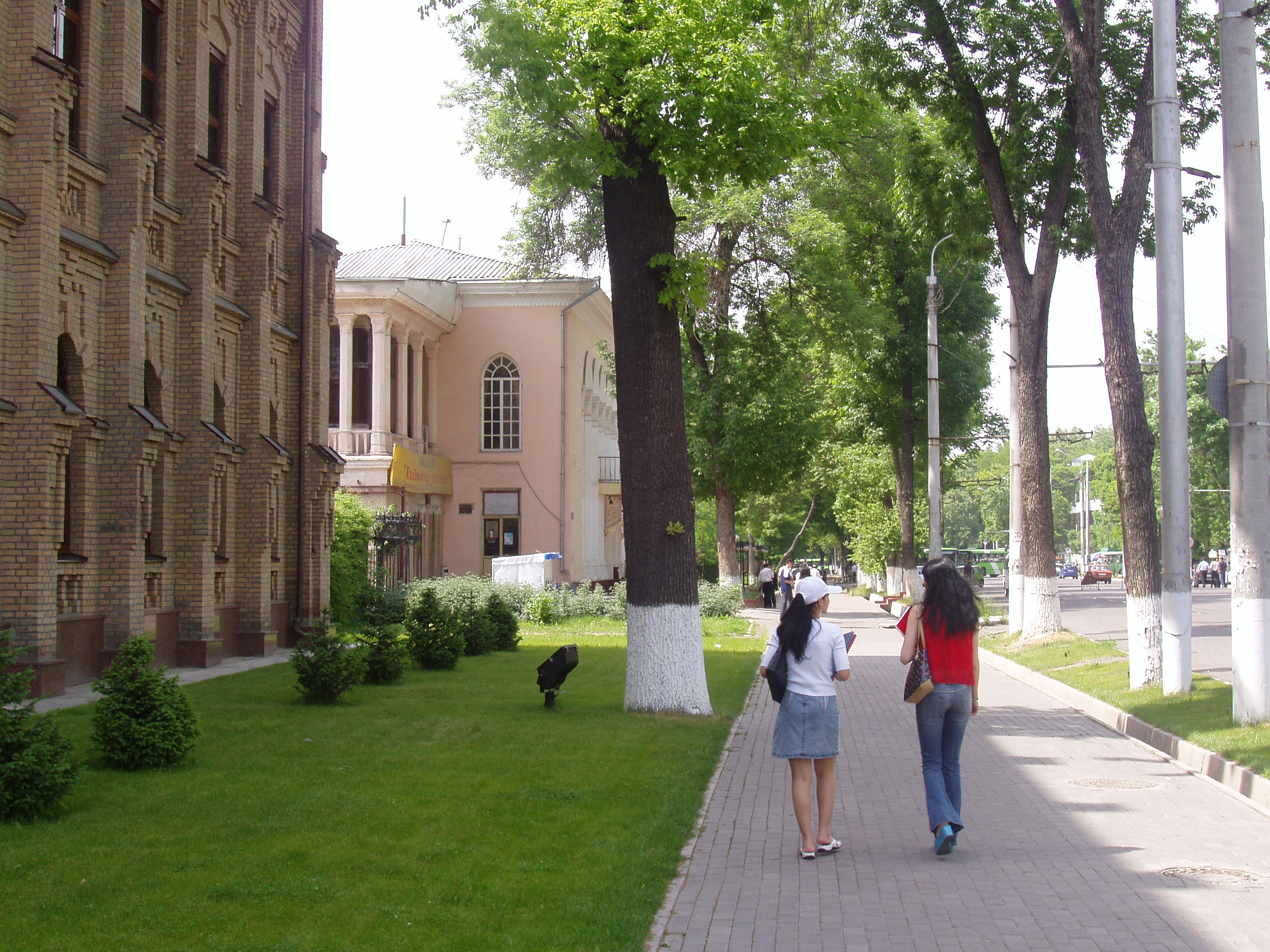
Centre-ville de Tachkent.
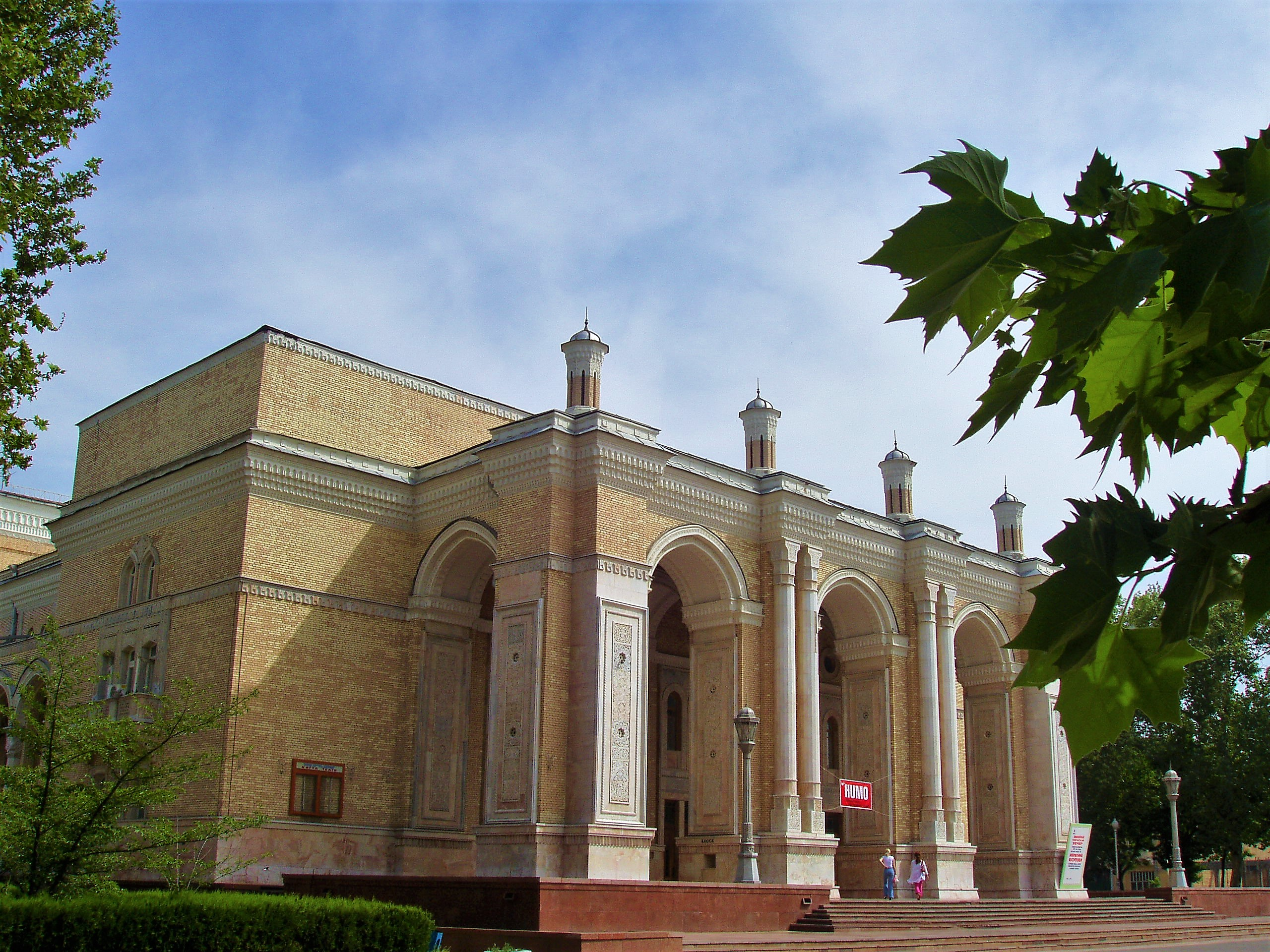
Opéra Navoï de Tachkent.
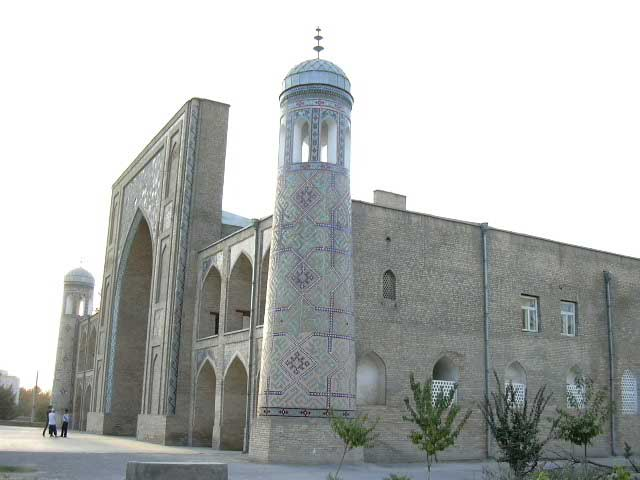
Médersa Koukeldach à Tachkent.
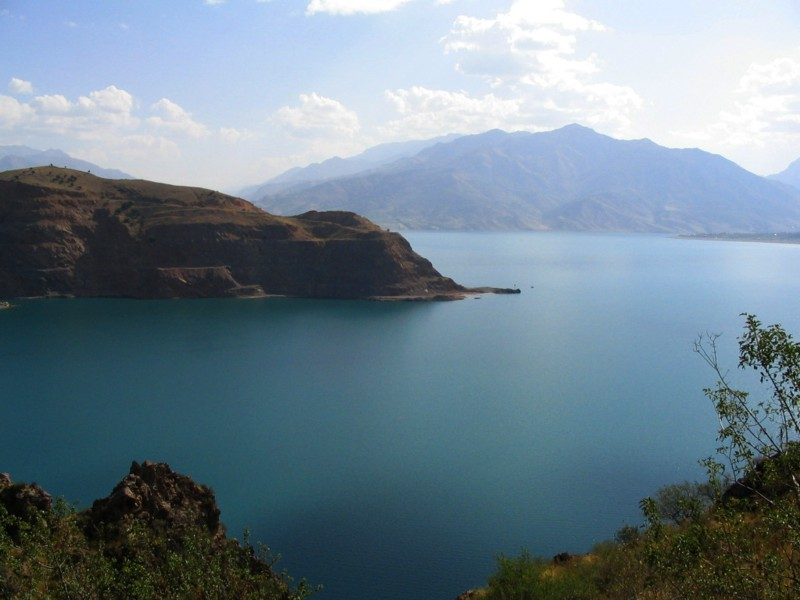
Lac artificiel Tcharvak, province de Tachkent.
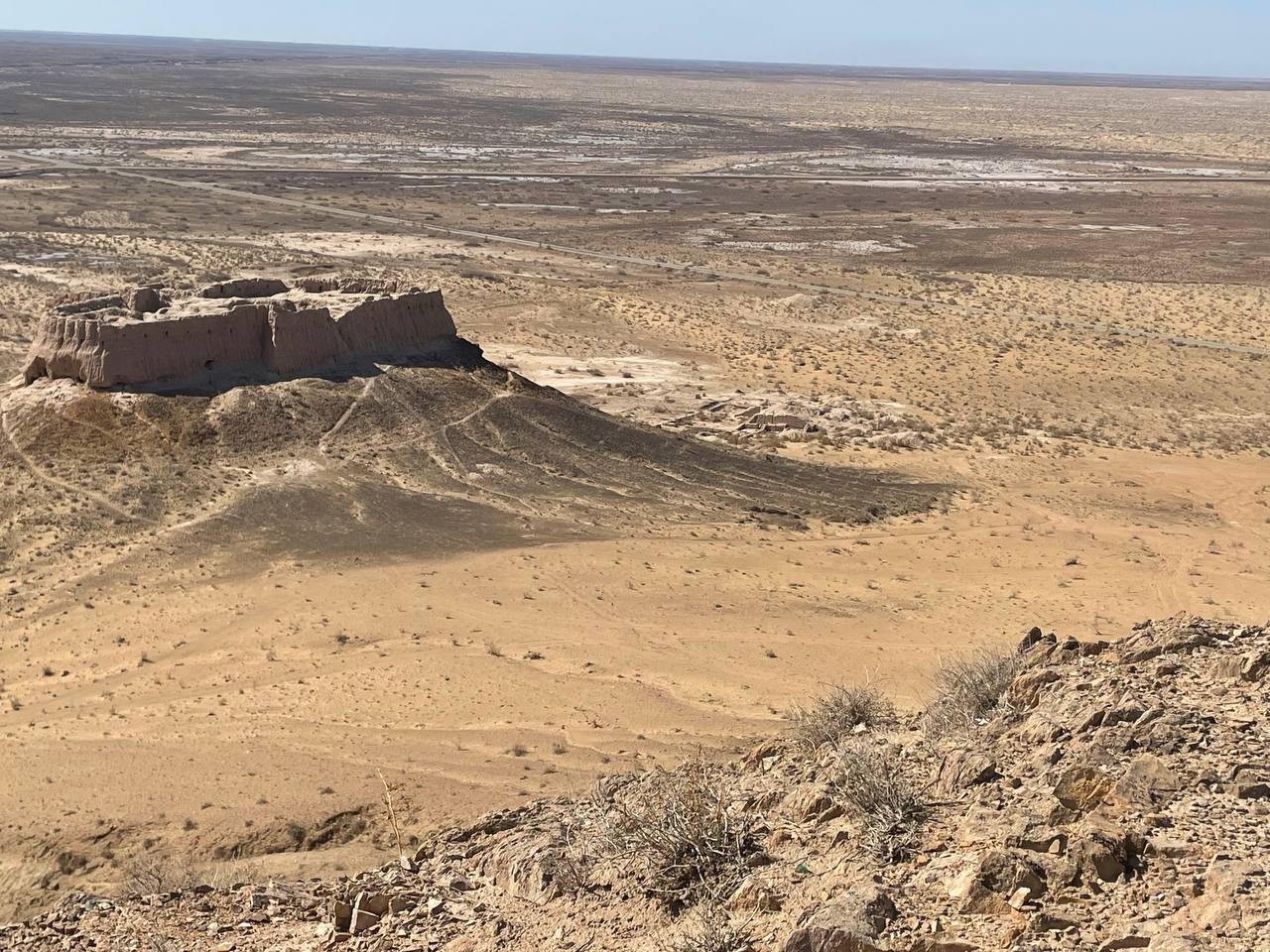
Vestiges de la tour du silence  de Chilpik.